# Géologie du massif du Jura
Vous lisez un « bon article » labellisé en 2010.
Pour un article plus général, voir Massif du Jura.
Le massif du Jura est une ceinture de chevauchement formée à partir du Miocène dans le cadre de l'orogenèse alpine à la suite du chevauchement des massifs cristallins externes sur le socle jurassien. Le massif s'est construit par le décollement puis le plissement des couvertures sédimentaires du domaine paléogéographique du Jura. Ces couvertures mésozoïques correspondent à des dépôts essentiellement calcaires d'une mer épicontinentale peu profonde séparant l'avant-pays européen de la marge passive nord européenne de la Téthys alpine. Ils sont couverts, notamment au sud, par la molasse cénozoïque du bassin d'avant-pays nord alpin ou bassin molassique suisse.
Étudié depuis le XVIIIe siècle, le massif du Jura est rapidement devenu un modèle d'étude des massifs calcaires. Mais c'est grâce aux nombreuses prospections sismiques menées durant les années 1970 et 1980 par des compagnies pétrolières que fut compris la structure interne du massif du Jura. La description du plissement des séries calcaires ainsi que leur forte érosion a abouti au modèle de relief jurassien. Son importante série sédimentaire jurassique est à l'origine du nom de cette période et plusieurs étages du Crétacé inférieur ont été définis dans le Jura. Par actualisme, on considère que le massif du Jura est un équivalent géologique des plateformes carbonatées des Bahamas ou de la Barbade.

## Cadre géographique et géologique

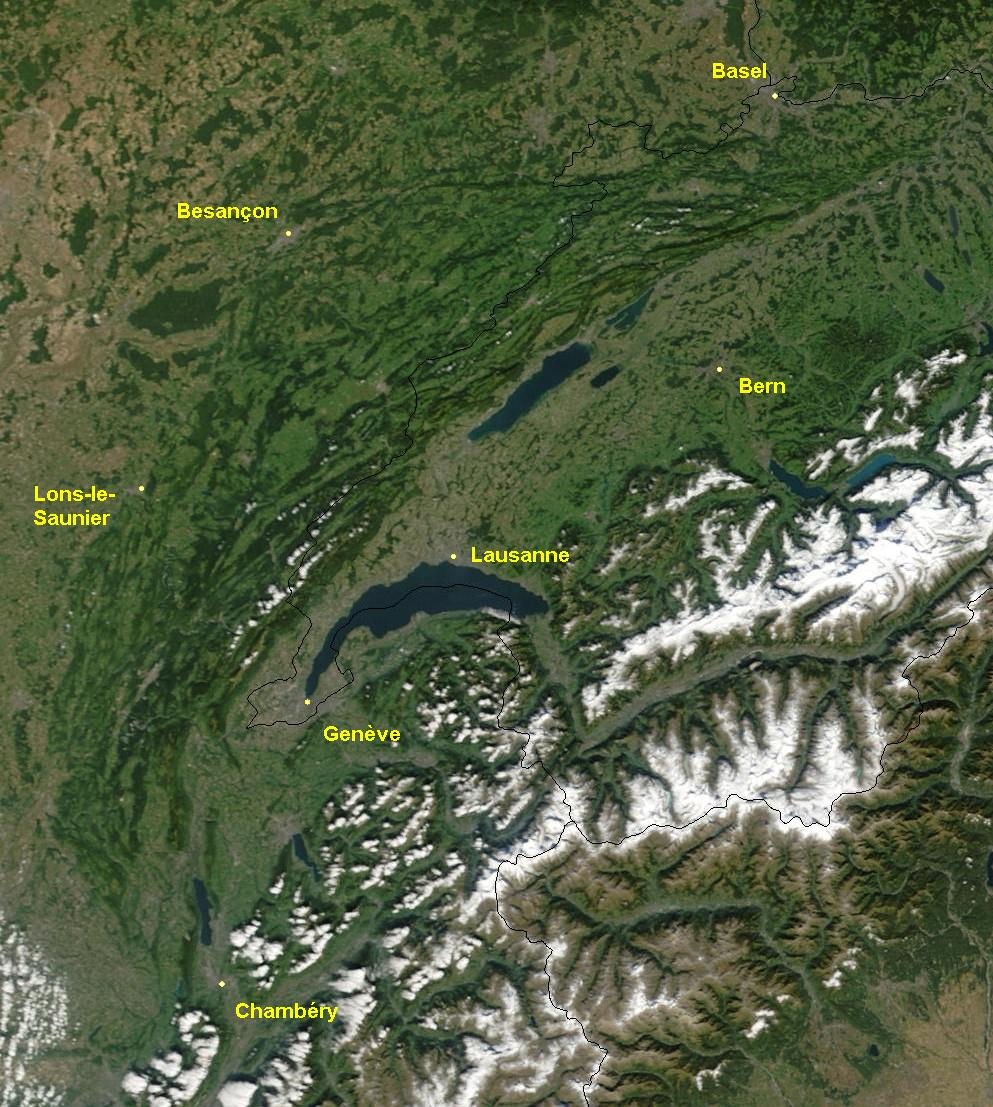
Vue satellite du massif du Jura.

Le massif du Jura est une chaîne arquée périphérique des Alpes située à cheval entre les Alpes occidentales et les Alpes centrales. Elle s'étend principalement le long de la frontière franco-suisse, formant un arc d'orientation variant d'un axe ouest-est (partie nord) à un axe nord-sud (partie sud). Le massif au sens strict s'étend du sommet du Lägern (canton de Zurich) en Suisse, à l'anticlinal plateau du Grand-Ratz/dent de Moirans, dans le département de l'Isère, en France. Les plissements s'estompent plus au sud et le massif disparaît à hauteur de la cluse de l'Isère, au nord du massif du Vercors, pour laisser place aux massifs subalpins,. Sa longueur est de plus de 340 km pour l'arc interne et de plus de 400 km pour l'arc externe, tandis que sa largeur maximale atteint 65 km entre Besançon et Neuchâtel. Bien que non inclus d'un point de vue géographique dans le massif du Jura, les chaînons du Salève, de la montagne de la Mandallaz et de la montagne d'Âge appartiennent tous à la même unité géologique que le Jura.
Le massif jurassien définit la bordure externe du système alpin. Au-delà, vers le nord-ouest, les couvertures sédimentaires ne sont plus décollées de leur socle et les unités géologiques ne sont guère plus affectées par l'orogenèse alpine. On distingue tout d'abord des plateaux faillés (plateau de la Haute-Saône et Jura souabe) qui prolongent localement les unités externes du Jura, mais qui ne participent pas à la courbure de la chaîne. Le massif est aussi délimité par le rift ouest-européen cénozoïque comprenant le graben du Rhin au nord et le graben de la Bresse à l'ouest. Les épaulements du graben du Rhin (massif des Vosges à l'ouest et Forêt-Noire à l'est) ainsi que le massif de la Serre constituent par ailleurs des obstacles contre lesquels butte le massif du Jura. Enfin sa bordure interne est délimitée par le bassin molassique suisse, ou plus largement le bassin d'avant-pays nord alpin, correspondant en grande partie au Plateau suisse, qui le sépare des Préalpes (Préalpes du Chablais et Préalpes romandes) et des massifs subalpins (massifs des Bornes, des Bauges, et du Vercors).
Le relief du massif du Jura résulte du décollement au Miocène de la couverture sédimentaire du domaine paléogéographique du Jura sous forme de nappes de décollement, puis de leur imbrication pour former une ceinture de chevauchement. Le domaine paléogéographique du Jura correspond à la partie proximale de la marge passive européenne, dominée par une sédimentation marine peu profonde et soumise à des périodes d'émersion. Il est remplacé vers le sud-est par le domaine delphino-helvétique qui correspond à un environnement marin ouvert avec une plus forte proportion d'intervalles pélagiques. Au cours du Jurassique supérieur et du Crétacé, le domaine du Jura sera régulièrement émergé permettant l'installation de milieux de dépôts continentaux littoraux incluant marécages et plages. Ce seuil émergé servira de couloir de circulation entre les reliefs hercyniens alors émergés et renforcera la séparation avec l'avant-pays européen, au nord-ouest, dominé par dépôts peu profond de mer épicontinentale. Les couvertures sédimentaires du domaine du Jura s'étendent par ailleurs au-delà du massif du Jura,. Leur occurrence sous la forme du Salève, de la montagne de la Mandallaz et de la montagne d'Âge démontrent qu'elles s'étendent sous le bassin d'avant-pays nord alpin et se poursuivent jusqu'au plan de chevauchement des massifs cristallins externes, et donc sous les massifs subalpins,. L'évolution du Jura et du bassin d'avant-pays nord alpin est par conséquent intimement liée,.

## Historique de l'étude géologique du massif jurassien

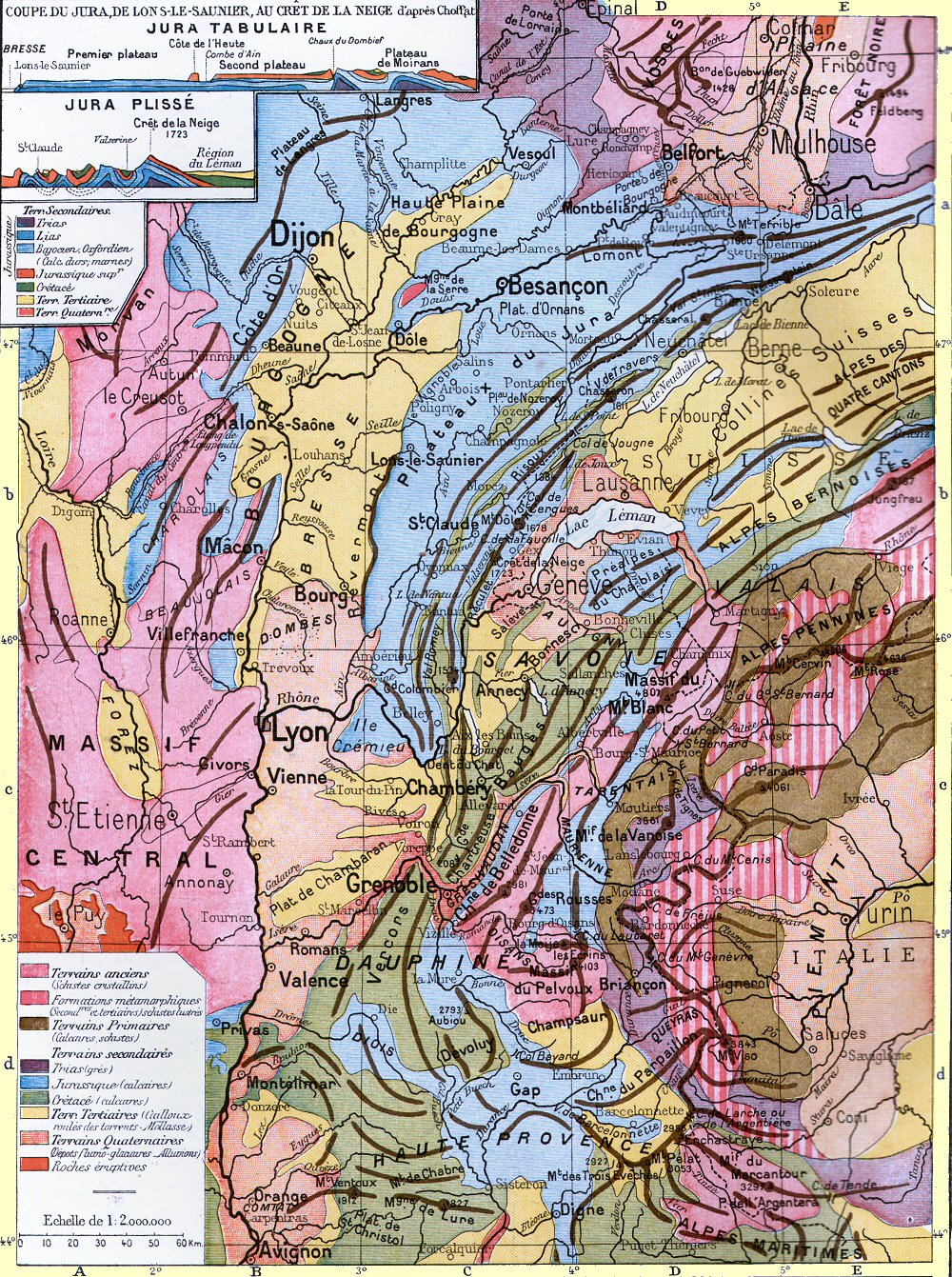
Carte géologique du massif du Jura de la fin du XIXe siècle - début XXe siècle.

### Premières études
Les premières études géologiques du massif du Jura débutèrent au cours des XVIIIe et XIXe siècles. C'est cependant au début du XIXe siècle que la géologie des montagnes jurassiennes intéresse réellement les géologues structuralistes et les paléontologues. Mais, comme l'explique Jules Thurmann dans l'introduction de son Essai sur les soulèvemens jurassiques du Porrentruy (1832), ces travaux n'introduisirent que de vagues notions qui n'expliquèrent pas encore la géologie du massif. Durant la période incluant le XVIIIe siècle et le premier quart du XIXe siècle, les terrains jurassiques du massif étaient peu connus et peu étudiés, contrairement aux terrains jurassiques anglais qui servaient de référence pour l'étude des terrains de cette période.

### L'étude par Jules Thurmann
La première grande étude de la géologie du massif du Jura fut effectuée par le géologue suisse Jules Thurmann, considéré comme étant le père de la géologie jurassienne, durant le deuxième quart du XIXe siècle. Ses quatre publications majeures sur le sujet sont : Essai sur les soulèvements jurassiques publié en plusieurs cahiers entre 1832 et 1836, Esquisses orographiques de la chaîne du Jura publié en 1852, Résumé des lois orographiques générales du système des Monts-Jura publié en 1853 et Nouveaux principes d'orographie jurassique publié à titre posthume en 1857. Contrairement aux géologues de l'époque, qui tentent de retranscrire les caractéristiques des terrains jurassiques anglais sur le continent, Thurmann s'appuie sur la paléontologie afin d'identifier les différents niveaux des roches du massif.

### Les premières explications tectoniques
À la suite de Thurmann, de nombreux géologues tentent d'expliquer la tectonique jurassienne. Le massif est notamment l'objet des premières études de Marcel Alexandre Bertrand durant les années 1880 où il dresse les cartes géologiques des régions de Besançon, de Lons-le-Saunier et de Pontarlier. Le géologue français conclut ses études en affirmant que le Jura est la région de référence des plis droits et réguliers. À la suite des études de Bertrand, le modèle tectonique de référence du Jura entre la fin du XIXe siècle et le milieu du XXe siècle est celui d'une chaîne de plis simples autochtones qui se serait formée en une ou deux phases, selon les auteurs ; selon ce modèle, la formation du Jura serait due à une poussée tangentielle créée par la « masse poussante » du front alpin, provenant du sud-est.
Au début du XXe siècle, Louis Rollier, professeur de l'Université de Zurich, associe la formation du massif du Jura à la présence de géosynclinaux formés au début du Cénozoïque. Il explique la régularité et la forme arrondie des plis par la présence des bassins tertiaires marginaux qui auraient forcé le massif à se plisser selon le « mouvement général de contraction de l'écorce terrestre », conservant les contours des bassins tertiaires. Il réfute par ailleurs une éventuelle action de résistance de la part des massifs cristallins environnants (Vosges, Forêt-Noire, massif de la Serre…) qui aurait pu influencer la direction et la forme des plis jurassiens. Il ajoute qu'une telle action de blocage serait plus due aux bassins tertiaires, constitués de sédiments lourds, dont l'effondrement et la surcharge sédimentaire auraient enserré le Jura, le forçant à se plisser, ce dernier étant pris en sandwich entre le bassin suisse à l'est et les bassins de la Bresse et du Rhin, respectivement à l'ouest et au nord. L'accentuation en profondeur de certains plis seraient, selon Rollier, liée à un plissement plus prononcé du socle cristallin par rapport à celui de la couverture sédimentaire. En conclusion, Rollier réfute l'hypothèse de formation du Jura liée à une poussée provenant des Alpes qui serait plutôt liée à l'action des bassins tertiaires environnants.

### Le tournant du milieu duXXesiècle
Le modèle d'une chaîne de plis simples et droits est cependant remis en cause par les études effectuées durant le second quart du XXe siècle qui démontrent que la plupart des plis jurassiens présentent une structure complexe que le modèle de formation du massif alors admis à l'époque ne peut expliquer. De plus, il apparaît que les plis droits et réguliers, qui étaient la référence du relief jurassien, sont en réalité minoritaires et principalement concentrés dans le Jura externe septentrional et occidental (régions de Delémont, de Clerval, le Revermont…). Les plis de la haute chaîne jurassienne sont quant à eux de type « coffrés », point sur lequel les géologues suisses insistaient depuis plusieurs années.
En 1941, Maurice Lugeon émet une nouvelle hypothèse à propos de la formation du massif du Jura à la suite de plusieurs travaux dans les Alpes où il fait intervenir la pesanteur pour expliquer la mise en place des nappes et leur déformation,,. Pour l'auteur, les couvertures sédimentaires du Jura se sont décollées du socle hercynien au niveau du Trias moyen comme le rappelait déjà August Buxtorf (de). Ce plan de cisaillement (en) serait par ailleurs commun avec la molasse et les nappes helvétiques et implique qu'ils aient connu la même histoire de déformation. Néanmoins, Maurice Lugeon exclut le principe selon lequel le Jura se serait déformé comme s'il était comprimé dans un étau et invoque la pesanteur comme seule explication. Le déplacement gravitaire implique la présence d'une pente sur laquelle se déplaceraient les couvertures du Jura. Ces pentes correspondraient à des dépressions situées le long des Alpes (i.e. l'actuel bassin molassique suisse) et entre le Massif central et celui des Vosges (i.e. les fossés bressan et rhénan) et qu'il définit comme des « plis de fond ». Selon son hypothèse, le Jura serait ainsi situé sur une contre-pente de la pénéplaine hercynienne sur laquelle il aurait glissé au niveau des couches triasiques plastiques. Cependant, les conséquences d'un tel mouvement étant paradoxales, Maurice Lugeon abandonna cette première hypothèse pour en formuler une nouvelle qui se fonda sur une transmission des poussées. D'après cette seconde hypothèse, les couches mésozoïques auraient été plissées au nord-ouest du bassin molassique suisse, là où la molasse devenait plus mince, fragilisant ainsi le système. La poussée permettant ce processus serait due au poids des nappes préalpines, situées à la bordure sud-est du bassin molassique, qui aurait repoussé la molasse et les couches mésozoïques vers le nord-ouest, provoquant un décollement basal au niveau des couches du Trias.
Dans les années 1940, le doyen de la Faculté des Sciences de Besançon, Louis Glangeaud, appuie son analyse de la structure jurassienne sur les failles. Il introduit notamment les nouvelles notions de « faille-plis » et de « pincées », dont la formation serait due à une phase de dislocation suivie d'une phase de plissement. Extrapolant ses analyses au massif, Glaugeaud montre que la plupart des grands accidents jurassiens sont d'âge oligocène et sont donc antérieurs au plissement jurassien principal qui est daté du Miocène. De plus, une vue d'ensemble de la carte géologique montre que le réseau faillé jurassien se prolonge vers le nord à travers les plateaux de Haute-Saône. D'après cette analyse, la formation du massif du Jura serait donc subdivisée en deux phases : une première phase de dislocation à l'Oligocène, dominée par des mouvements verticaux qui formèrent un réseau de failles qui concernent aussi bien le massif que le socle cristallin, et une seconde phase de plissement au Miocène et au Pliocène inférieur où la formation des plis a été guidée par le réseau de failles oligocène. Glaugeaud note par ailleurs que l'hypothèse de Lugeon ne peut s'appliquer au Jura externe, mais l'estime applicable, avec quelques réserves, à la Haute-Chaîne.
Le débat sur la formation du massif est dominé autour de deux hypothèses très différentes :
- le plissement s'est fait à partir d'un décollement basal au niveau des roches du Trias de la couverture sédimentaire, excluant un plissement du socle paléozoïque ;
- les roches du socle paléozoïque ont été plissées par la compression venue des Alpes.

### Prospections sismiques
Plusieurs campagnes d'exploration pétrolière par prospection sismique ont été menées entre 1970 et 1988 par plusieurs compagnies entre la France et la Suisse : la BP (secteur A, canton de Neuchâtel), Shell (secteurs B, canton de Vaud et C, nord-est du canton de Vaud à cheval sur la frontière avec la France), la Société anonyme des Hydrocarbures (secteur B) et Shellrex (secteur D, département du Jura).
Les données sismiques (profils sismiques et données de puits) ont été pour la plupart conservées par les entreprises puis rendues publiques durant les années 1990,. Elles ont ensuite été traitées dans deux projets distincts durant la seconde moitié des années 1990. Le premier, mené par l'Université de Neuchâtel,, a traité environ 1 500 km de lignes sismiques concernant le Jura central et la partie occidentale du bassin molassique suisse. Le second projet a été supervisé par l'Université de Lausanne (Urs Eichenberger) et la commission suisse de géophysique (François Marillier). Près de 4 500 km de lignes sismiques et trente données de puits ont permis de reconstruire le bassin molassique suisse depuis le Léman jusqu'au lac de Constance. Les structures profondes ont été contraintes grâce à l'identification de huit horizons sismiques : près de la base du Cénozoïque, à proximité du contact entre le Jurassique supérieur et le Crétacé inférieur, dans le Jurassique inférieur, près du toit du Jurassique moyen, du Jurassique inférieur, du Trias supérieur, du Trias moyen et près de la base de la séquence mésozoïque. Un horizon supplémentaire au toit de l'Aalénien a aussi été identifié dans le Jura. En revanche, les réflecteurs sismiques dans les couches cénozoïques sont généralement absents ou discontinus en raison d'une homogénéité des couches.
Ces résultats ont notamment permis de mettre en évidence le dédoublement de la couverture sédimentaire mésozoïque dans le Jura plissée et des épaississements des couches évaporitiques triasiques (coussins de sel, tectonique salifère) à l'origine des anticlinaux dans la molasse du plateau,,. L'orientation nord-est – sud-ouest de ces coussins de sel, parallèle aux traces axiales des plis du Jura plissé a par ailleurs démontré l'implication des couches évaporitiques dans la déformation du Jura. Globalement, les données sismiques ont corroboré le modèle de « poussée lointaine » pour la formation du Jura. Ces données ont ensuite été synthétisées dans le projet GeoMol destiné à construire un modèle 3D du bassin molassique suisse.

## Subdivisions structurales
La différence de style tectonique de déformation que l'on observe à travers le Jura permet de distinguer un « Jura externe », faiblement déformé, et un « Jura interne » concentrant l'essentiel de la déformation et donc du raccourcissement affectant le domaine du Jura,. La déformation affecte uniquement les couvertures sédimentaires qui se sont décollées du socle, ce dernier étant très peu affecté. Cette différence s'explique par la présence d'une épaisse couche évaporitique du Trias moyen à supérieur qui agit comme un niveau de décollement. Son épaisseur est estimée entre 200 m en périphérie nord-ouest et 1 000 m d'épaisseur dans la partie centrale grâce à l'imbrication des unités. La diminution du rapport entre les couches malléables (évaporites, marnes) et compétentes (calcaires) et une augmentation de l'épaisseur des couches mésozoïques du nord-est vers le sud-ouest favorise le développement de plis de décollement au nord-est et l'imbrication de chevauchements au sud-ouest. L'épaisseur des couches évaporitiques varie par ailleurs au sein même de chaque unité et notamment entre synclinaux (moins épais) et anticlinaux (plus épais). Cette variation d'épaisseur est notamment importante lorsqu'il s'agit de construire des profils géologiques équilibrés où elle n'a pas toujours été considérée,. Parallèlement, le socle plonge de 1 à 3° du vers le sud-est en raison de la charge lithostatique exercée par le prisme orogénique sur la plaque européenne.
Le Jura est aussi traversé par un ensemble de failles décrochantes qui traversent indifféremment les unités structurales du Jura. Elles présentent une orientation nord-sud dans la partie orientale qui graduellement change pour une orientation ONO-ESE dans le Jura occidental. Ces failles ne s'enracinent pas dans le socle anté-triasique et affectent uniquement la couverture sédimentaire. Elles résulte d'étirement parallèle à la chaîne et de sa morphologie arquée. Parmi, les failles majeures, on distingue les failles de Pontarlier et du Vuache.

### Jura externe
La bordure externe du Jura se caractérise par une faible déformation des couvertures sédimentaires qui conservent une stratification sub-horizontale. Cette faible déformation s'explique en partie par la plus faible épaisseur de Trias par rapport aux Jura interne. Elle comprend des plateaux, séparés entre eux par des zones plissées et faillées nommées faisceaux.

#### Plateaux
Les plateaux constituent une structure globalement horizontale, avec des plis de décollement de très faible amplitude et de grande longueur d'onde. Leur faible déformation résulterait d'une faible épaisseur de la couverture sédimentaire à la suite d'une longue phase d'érosion entre le Crétacé tardif et le Miocène. Ils forment ainsi des ondulations locales qui ne dépassent pas les 100 m et enregistrent un très faible raccourcissement, inférieur à 5 kilomètres. Ces plateaux sont incisés à certains endroits par des reculées creusées par les rivières. Les plateaux jurassiens sont des reliefs peu contrastés à paysages monotones. La disposition quasi-tabulaire des couches sédimentaires favorise une érosion préférentielle des couches les plus jeunes si bien que le Crétacé est absent laissant le Jurassique à l'affleurement. On distingue deux unités de plateaux, les plateaux de Lons-le-Saunier et de Saône-Bouclans avec une altitude moyenne de 500 à 550 m tandis que les plateaux de Champagnole, de Levier-Nozeroy, d'Ornans et d'Amancey atteignent une altitude moyenne de 650 à 750 m.
Le « Jura tabulaire » correspond aux plateaux marginaux à terrains jurassiques situés entre les Vosges et la Forêt-Noire au nord et la partie septentrional du massif jurassien au sud (régions de Porrentruy et de Belfort). Il se distingue du Jura des plateaux par l'absence de décollement des couvertures sédimentaires et de déformations notables. Les couches présentent une stratification sub-horizontale et sont découpées par un réseau de failles d'orientation nord-sud ou nord-est/sud-ouest formées durant l'Oligocène. Le Jura tabulaire représente la transition vers le Bassin parisien. Les plateaux haut-saônois à l'ouest et de l'Isle-Crémieu, en bordure occidentale du faisceau d'Ambérieu, peuvent être considérés comme faisant partie du Jura tabulaire.

#### Faisceaux
Les faisceaux sont des zones de déformation étroites et allongées (jusqu'à 100 km de long pour une largeur maximale de 10 km) séparant les plateaux entre eux et constituant aussi la bordure occidentale du massif du Jura. Ils se distinguent des plateaux, de morphologie tabulaire, par une importante déformation liée aux chevauchements et plissements de la couverture sédimentaire. Les faisceaux externes sont chevauchants sur les bassins périphériques comme le graben de la Bresse. Ils sont marqués dans le paysage par des reliefs élevés qui contrastent avec les plateaux. Leur relief est contrasté en raison de l'érosion différentielle des unités à l'affleurement, de la présence de faille et du redressement des couches. Trois groupes de faisceaux sont distingués : les faisceaux du rebord occidental (cinq faisceaux) qui se relaient pour former une chaîne continue, les faisceaux internes (trois faisceaux) qui séparent les plateaux entre eux, et le faisceau des Avant-Monts externe à la chaîne et situé au nord-ouest du faisceau bisontin.

### Jura interne ou Haute-Chaîne
Le Jura interne, appelé aussi « Haute-Chaîne », « Jura plissé » ou « Faisceau helvétique », est l'épine dorsale du massif et représente l'actuelle limite nord du bassin molassique suisse. Le développement de plis de propagation de faille de forte amplitude et orientés nord-ouest, permet une importante imbrication de la couverture sédimentaire. Ces plis associés à des plans de chevauchement de vergence nord-ouest ou sud-est (rétro-chevauchement) présentent un rejet de plus d'un kilomètre. Il en résulte des duplications de la couverture sédimentaire ce qui favorise un épaississement important de la chaîne et accommode ainsi une grande partie du raccourcissement (jusqu'à 20 km). L'amplitude des plis est par ailleurs fonction de l'épaisseur de la couverture sédimentaire déformée (entre 800 et 2 000 m) et du taux de raccourcissement. Elle est maximale dans le Jura central et décroît latéralement soit par le plongement de la trace axiale des plis, soit par leur interruption par des plans de faille décrochante. Les structures amincies de la Haute-Chaîne se prolongent jusqu'à l'extrémité septentrionale du massif du Vercors (dent de Moirans) via les reliefs de l'ouest du massif de la Chartreuse (chaîne de l'Épine et plateau du Grand-Ratz) et au sud du Jura souabe.
Les couches situées en position plus interne, c'est-à-dire sous le bassin molassique suisse, se distinguent par une très faible déformation (quelques plis de décollement, d'amplitude inférieure à 500 m et de longueur d'onde pluri-kilométrique) à l'exception notable des chaînons du Salève, de la montagne de la Mandallaz et de la montagne d'Âge qui accommodent un raccourcissement de 5 à 6 km. La charge lithostatique qu'exercent les couches cénozoïques du bassin molassique suisse, et dont l'épaisseur est estimée à jusqu'à 5 km dans sa portion sud, empêche toute déformation des couches mésozoïques sous-jacentes et selon le mécanisme de « poussée lointaine » transmet la contrainte vers les unités plus externes, dépourvues d'une épaisseur excessive de molasse (i.e. le Jura).

## Série stratigraphique
La série stratigraphique des terrains du massif du Jura inclut un socle protérozoïque à paléozoïque sur lequel repose en discordance angulaire une couverture mésozoïque à cénozoïque. L'épaisseur de la couverture sédimentaire atteint entre 3 et 4 km d'épaisseur dans la partie sud-ouest et décroît jusqu'à 800 m vers le nord-est,. La couverture mésozoïque correspond à une plateforme carbonatée qui débute par des dépôts triasiques continentaux à littoraux dominés par des évaporites et des dolomies. Le Jurassique se caractérise par le développement de calcaires peu profonds incluant des récifs coralliens. Le Crétacé est plus contrasté avec une émersion entre la fin du Jurassique supérieur et le début du Crétacé inférieur marquée par des dépôts de plages et de marécages puis la transgression marine aboutit au développement de dépôts marins peu profonds incluant des dunes hydrauliques et des dépôts de tempête (tempestites) dans un contexte de rampe carbonatée qui s'approfondira jusqu'au début du Crétacé supérieur avec le développement de calcaires pélagiques. Le Crétacé supérieur est par ailleurs relativement absent au Jura en raison d'une longue phase d'érosion qui se poursuivra jusqu'à l'Éocène et le dépôt des grès sidérolithiques. Enfin la série stratigraphique se termine par les séries sédimentaires détritiques marines peu profondes à continentales de la molasse entre l'Oligocène et le Miocène.

### Socle paléozoïque
Le socle jurassien rassemble d'un point de vue stratigraphique l'ensemble des roches impliqués dans les précédentes orogènes et donc d'âge Protérozoïque à Paléozoïque. En raison d'une faible déformation du socle, ces roches n'affleurent pas dans le massif jurassien mais constituent plusieurs massifs adjacents tels que le massif de la Serre, les Vosges, la Forêt-Noire et dans une certaine mesure les massifs cristallins externes bien qu'appartenant au domaine helvétique. Enfin le Moho est estimé à une profondeur de 26 km. L'épaisseur de la croûte continentale augmenterait vers le sud-est de Lausanne pour atteindre 35 km en raison de l'imbrication des massifs cristallins externes. Quatre grands groupes de lithologie peuvent être identifiés dans le socle :
- des roches polymétamorphiques, aussi décrites comme altkristallin. Ces roches très anciennes, elles remontent jusqu'au Protérozoïque, ont subi plusieurs phases de métamorphismes et de déformations correspondant à autant de cycles orogéniques. Les protolithes incluent autant des roches sédimentaires que des roches magmatiques ;
- des roches métamorphisées durant l'orogenèse varisque. Ces roches se sont formées durant le précédent cycle orogénique et n'ont été affectées que par une seule phase de métamorphisme et de déformation ;
- des roches magmatiques intrusives permiennes et non métamorphisées ;
- des roches sédimentaires permo-carbonifères déposées dans des bassins houillers, des grabens développés lors de la phase de relaxation tardi-orogénique. Ces sédiments d'origine fluviatile et résultant de l'érosion de la chaîne hercynienne, sont très riches en matière organique et en débris de végétaux.

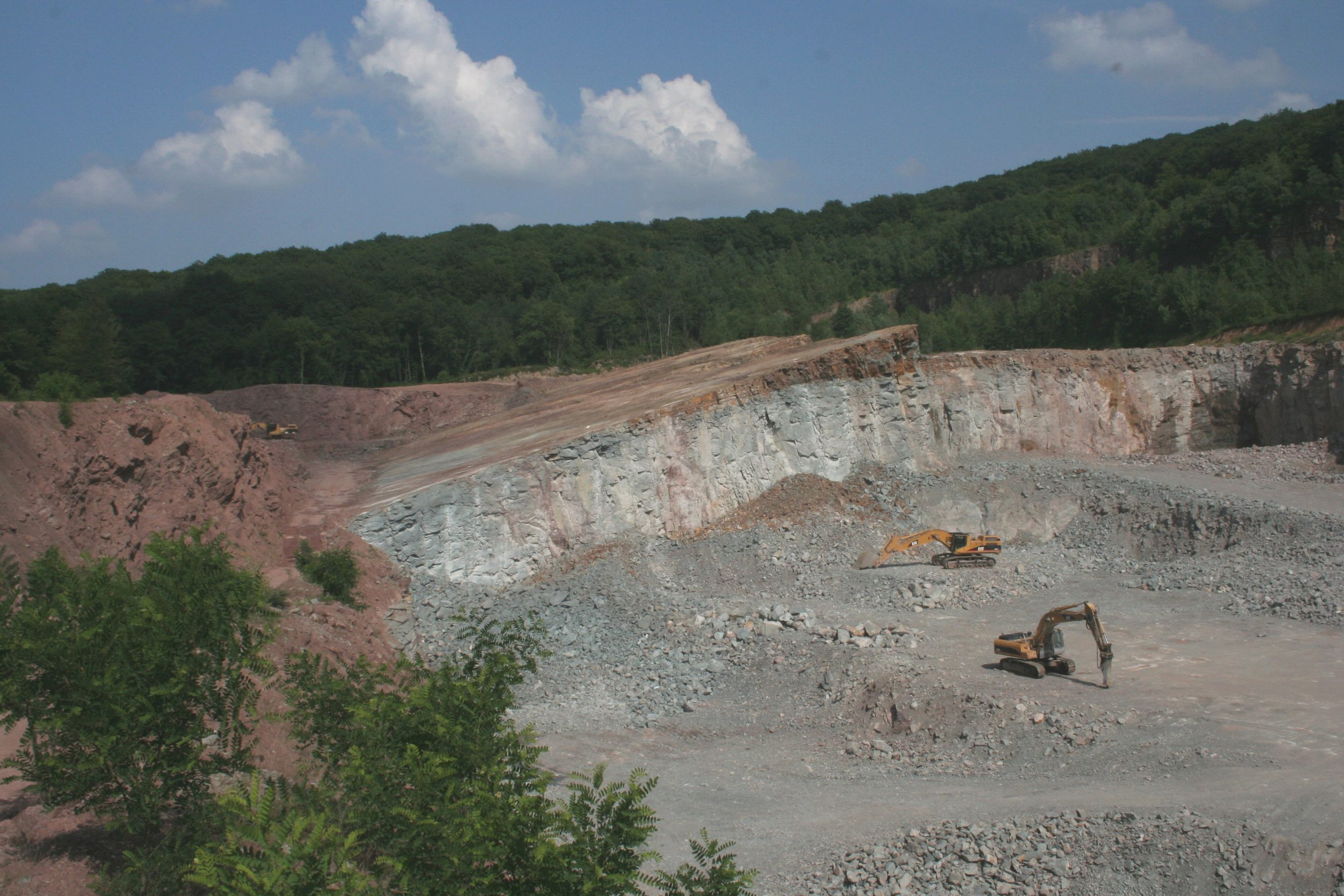
Carrière d'eurite dans le massif de la Serre.

Le seul affleurement de terrains paléozoïques présent dans le système jurassien est celui du massif de la Serre, situé au nord du département du Jura. Lors de la formation du Jura, la compression exercée par les Alpes a obligé le socle à se soulever par endroits et à percer la couche sédimentaire, tel un gigantesque poinçon, au niveau du massif de la Serre. Le massif est situé entre un axe profond et un accident profond qui relient le sud des Vosges au Charollais. Le massif est constitué de roches paléozoïques (granite, eurite, etc.) et de roches mésozoïques, séparées par une faille.

Étendue des gisements houillers dans l'Est français, dont trois bordent le massif du Jura.
Jurassien-stéphanien
Sous-vosgien-stéphanien
Saônois-keupérien
Vosgiens-keupérien
Vallée de Villé
Purbeckien du Haut-Doubs
Moselle (grand bassin voisin)

Au Stéphanien, des dépôts de matière organique ont formé deux bassins houillers côté français : le bassin houiller du Jura, inexploité autour de Lons-le-Saunier, et le bassin houiller stéphanien sous-vosgien, partiellement exploité entre le XVIIIe et le XXe siècle, situé au nord, entre les deux massifs montagneux des Vosges et du Jura. Il englobe l'Est de la Haute-Saône, le Territoire de Belfort et le Sud du Haut-Rhin.
Le Saxonien (Permien moyen) est composé de siltstones, de grès rouges et de conglomérats qui furent formés lors de l'érosion de la chaîne hercynienne. Il fut reconnu lors de différentes opérations de forages à travers les départements du Jura et du Doubs et lors d'opérations de prospection entre 1970 et 1988. Sa profondeur varie selon les endroits, de 200 m sous le plateau de Lons-le-Saunier à 2 000 m sous la Haute-Chaîne. Sa topographie, caractérisée par une succession de grabens et de horsts, est due au système extensif qui s'était mis en place durant l'Oligocène et qui fut interrompu par la compression alpine, laissant pour vestiges les grabens du Rhin et de la Bresse,,.

### Trias
En raison de leur nature peu compétente, les couches triasiques ont une faible qualité d'exposition. Par ailleurs, les importantes complications tectoniques de cette série qui sert de plan de décollement à la couverture sédimentaire du Jura complique l'élaboration d'une stratigraphie complète et détaillée du Trias. De même, la corrélation entre la région du Jura et le bassin d'avant-pays nord alpin reste également très difficile avec des données limitées. La série stratigraphique du Trias représente une épaisseur totale allant de 500 m dans les régions externes jusqu'à plus de 1 000 m dans le centre de la chaîne. Le Trias affleure principalement au niveau des faisceaux lédonien et bisontin, ainsi que sur les bordures des massifs de la Serre et des Vosges, côté français, et dans les cantons de Bâle-Campagne, Bâle-Ville et d'Argovie côté suisse, mais est surtout connu au travers des différents forages et tunnels construits à travers le Jura. La stratigraphie du Trias jurassien dérive en grande partie du Trias germanique mais se distingue de son équivalent allemand qui est généralement plus épais et subdivisé en une vingtaine de formations. Initialement subdivisée classiquement selon la trilogie Buntsandstein, Muschelkalk et Keuper, elle a fait l'objet d'une refonte complète pour la partie suisse,,.

#### Trias moyen
Le Buntsandstein est représenté par la formation de Dinkelberg (Olénékien supérieur à Anisien inférieur). Elle est constituée de grès bigarrés (gris, vert et rouge) d'origine fluviatile à marine peu profonde comme le démontrent les stratifications entrecroisées. Ils alternent avec des intervalles argilo-marneux rougeâtres. Des conglomérats intraformationnelles sont aussi rapportés localement tout comme des horizons pédogéniques associés. Enfin le toit de la formation est dominée par des argilites rouges.
La partie inférieure du Muschelkalk correspond à la formation de Kaiseraugst. Elle marque l'apparition d'une sédimentation marine incluant dolomie, calcaire à entroques et marnes souvent riches en fossiles d'ammonites, nautiles, bivalves, gastéropodes, brachiopodes et échinodermes. Certains niveaux incorporent aussi des sulfures comme la galène, chalcopyrite et sphalérite. Des dolocrêtes, fentes de dessiccation et des traces de racine documentent des phases d'émersion. Des marnes bitumineuses marquent le sommet de la formation. La formation de Zeglingen, équivalent du Muschelkalk moyen, se caractérise par des bancs d'anhydrite et de gypse alternant avec des bancs de marne et de dolomie contenant fréquemment de la magnésite. La partie supérieure du Muschelkalk correspond à la formation de Schinznach qui constitue la transition entre l'Anisien et le Ladinien. Elle consiste en une accumulation d'une grande variété de calcaires dolomitiques et dolomies et comportant de bas en haut : des calcaires pauvres en macrofossiles, des calcaires bioclastiques, des calcaires alternant avec des marnes et localement des dolomies riches en macrofossiles. Des intervalles riches en oolites et d'autres en anhydrite ont aussi été identifiées. Le sommet de la formation est marqué par une forte proportion d'argilite et de marne.

#### Trias supérieur

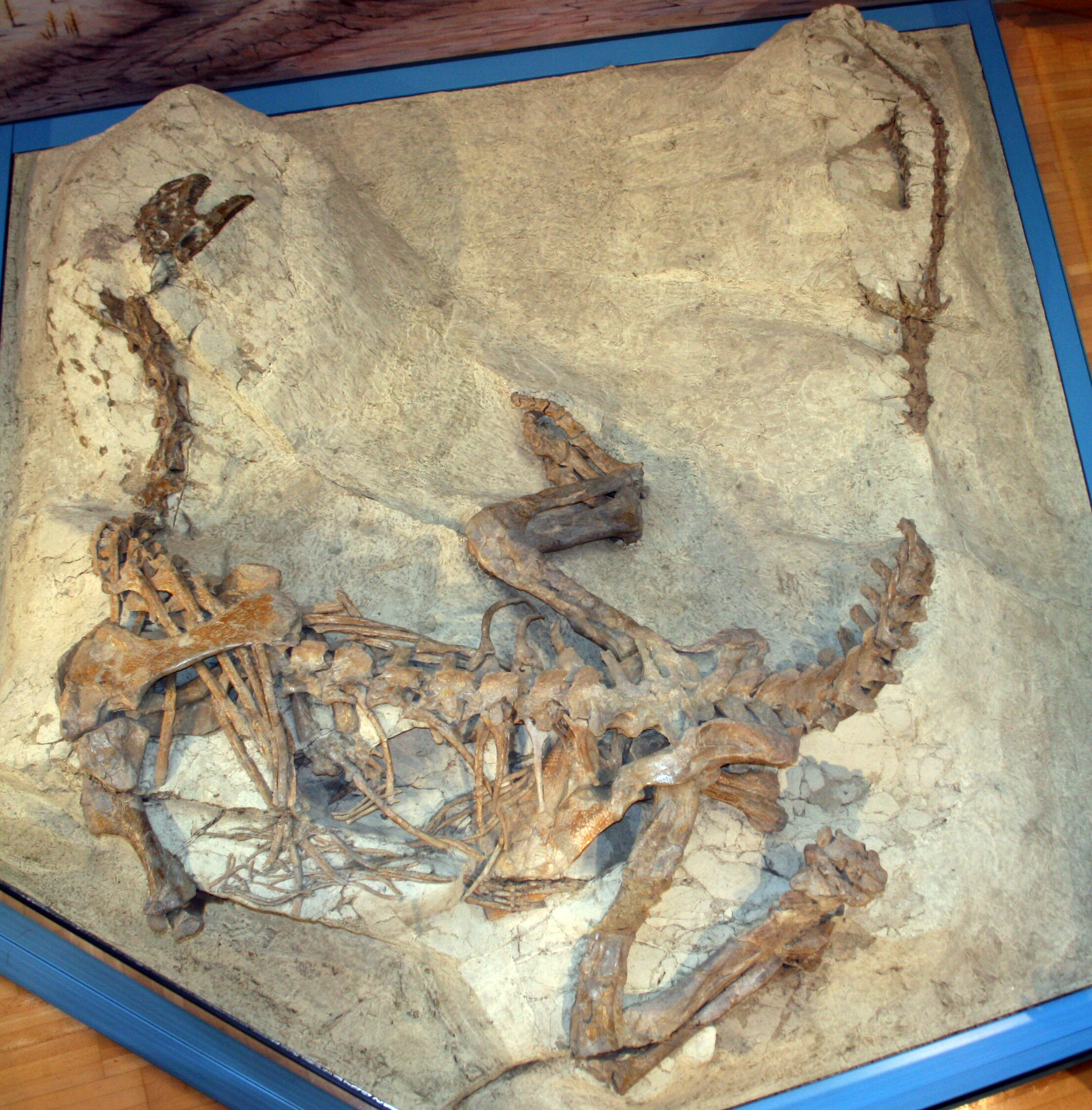
Squelette complet de Plateosaurus engelhardti provenant du gisement de Frick.

Le Keuper est subdivisé en deux formations. La formation de Bänkerjoch s'est déposée entre le Ladinien et le Carnien. Il s'agit d'une séquence évaporitique de type sabkha organisé en plusieurs régressifs où gypse et anhydrite alternent avec des marnes. Elles sont particulièrement exploitées dans le bassin salifère de Franche-Comté en Haute-Saône, dans le département du Jura ainsi que dans le Doubs. Des bancs de dolomie fossilifères et des grès à roseaux documentent des apports respectivement marins et continentaux. Au-dessus, la formation de Klettgau s'étend entre le Carnien et le Rhétien et marque le retour à une sédimentation plus détritique. Des marnes silteuses, des quartzites d'origine fluviatile, des grès riches en grains carbonatés montrent une grande diversité de paléoenvironnements depuis des zones d'estuaire jusqu'à des milieux marins peu profonds où dominent calcaires et dolomies fossilifères. Un gisement houiller a aussi été exploité dans le Keuper en Haute-Saône,. Des restes ainsi que des squelettes complets de Plateosaurus engelhardti ont été identifiées dans le membre de Gruhalde autour de Niederschöntal, mais aussi dans le tunnel ferroviaire de Hauenstein. Un niveau fossilifère a aussi été trouvé dans une briquerie de Frick. Des restes de Plateosaurus engelhardti ont aussi été extraits et notamment l'un des squelettes les plus complets. Les fouilles successives menées entre 1976 et 1988 ont aussi permis d'identifier des dents de Liliensternus et de requins ainsi que des restes de poissons (Hybodus, Ceratodus, Lepidotes), d'aétosaures, de Sphenodontidae et de cynodontes,.

La formation du gisement de sel et de charbon du Keuper en Franche-Comté.

### Jurassique

#### Jurassique inférieur (Lias)
Le Jurassique inférieur (Lias) est difficilement visible à l'affleurement, on ne le trouve que dans les dépressions de la Haute-Saône, dans l'anticlinal des Avants-Monts ou dans la zone de chevauchement Jura-Bresse. L'épaisseur de la strate est d'environ 200 m et à peu près constante d'ouest en est. On trouve au niveau des étages une différence d'épaisseur. La roche prédominante est la marne grise avec un peu de marnes bleues, de schistes et de calcaires. La richesse en fossiles maritimes (ammonites, bivalves, gastéropodes, etc.) de ces couches indique que ces roches se sont déposées dans une mer riche en organismes. Ce sont les petites modifications du milieu marin qui ont entraîné un dépôt avec un faciès varié. Les dépôts du Lias sont également les terrains de prédilection du cépage Savagnin.

#### Jurassique moyen (Dogger)
Le Jurassique moyen (Dogger) est présent sur les plateaux occidentaux de la chaîne : plateaux de la Haute-Saône, plateaux entre Doubs et Ognon, plateaux de Baume-les-Dames et de Vercel, plateaux d'Amancey et d'Ornans et plateau de Lons-le-Saunier. Quelques affleurements sont visibles dans la Petite Montagne, la zone des Avants-Monts, au sud de la Haute-Chaîne et sur le faisceau salinois. Les principales roches sont les calcaires avec de l'oolithe, du marno-calcaire, et un peu de minerai de fer. La strate a une épaisseur de 250 m environ sur quatre étages : Callovien, Bathonien, Bajocien et Aalénien. Les roches sont très visibles sur les falaises des reculées des plateaux externes du Jura.

#### Jurassique supérieur (Malm)
Le Jurassique supérieur (Malm) est prédominant dans le massif, l'épaisseur de sa couche est de plus de 500 m. On le trouve dans les plis de la Haute-Chaîne, dans la Petite Montagne, sur les plateaux internes du Jura, les faisceaux internes, dans les plateaux de la Haute-Saône et les plateaux entre Doubs et Ognon. Ces roches sont visibles dans les cluses et toute la série est visible dans le cirque des Foules à Saint-Claude. Les roches sont presque entièrement du calcaire parfois dolomitique, parfois marneux, parfois compact. Au Purbeckien, de petits amas de lignite se sont formés dans le Haut-Doubs et la Bresse,.

##### Empreintes de dinosaures

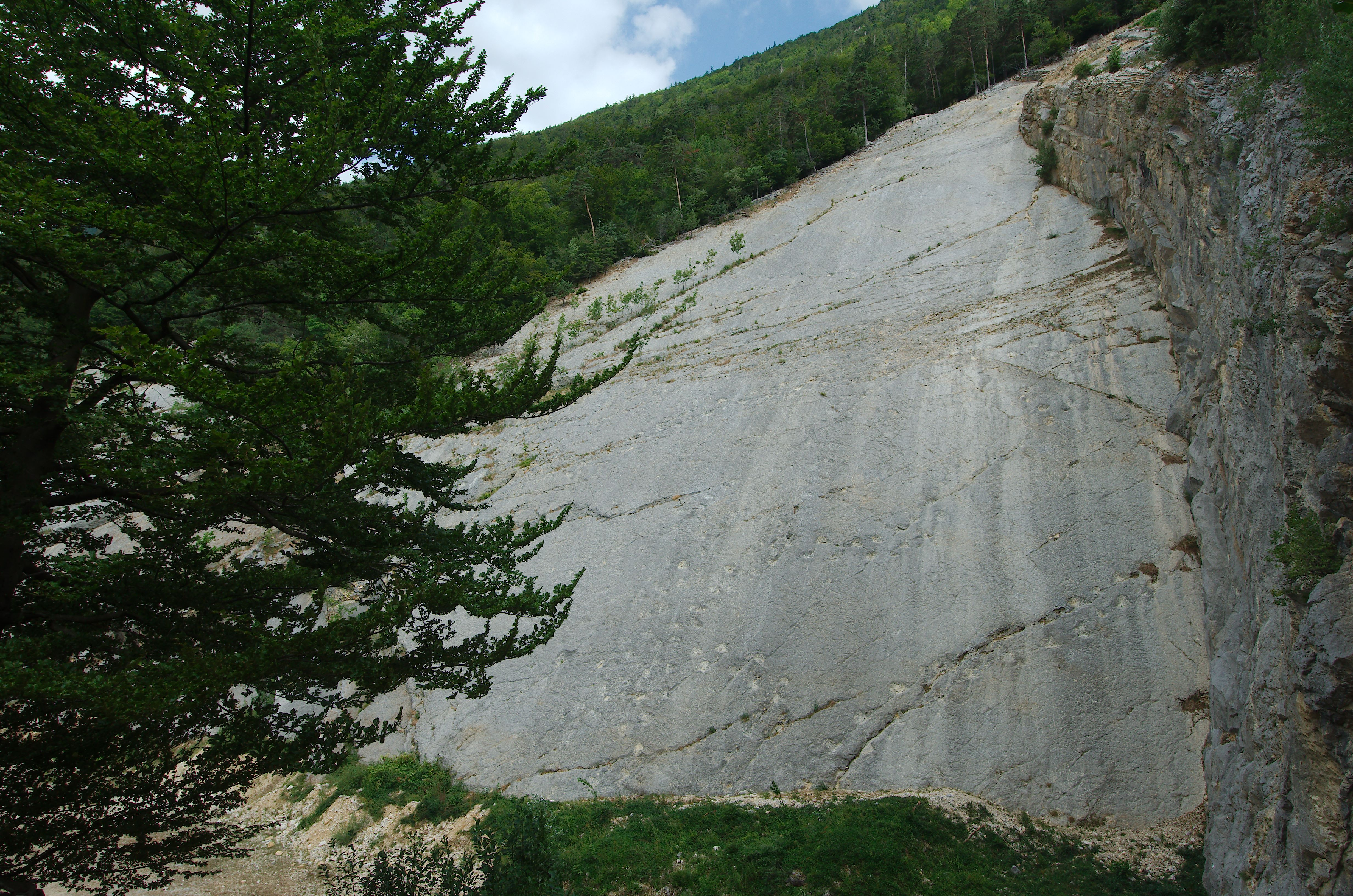
Empreintes de sauropodes sur une dalle inclinée à Lommiswil (canton de Soleure).

Plusieurs pistes d'empreintes de dinosaures ont été découvertes dans le Jurassique supérieur du Jura. La plupart des pistes ont été identifiées dans le nord-est de la Suisse, dans la formation de Reuchenette (Kimméridgien) qui correspond à un environnement d'estran soumis à des émersions ponctuelles durant lesquelles les dinosaures ont laissé leurs empreintes,. Un premier ensemble de traces est concentré dans le Kimméridgien inférieur et forme un immense site d'empreintes s'étalant sur environ 250 km2 de Soleure jusqu'à Porrentruy. Il inclut des affleurements découverts en 1996 près de Moutier et de Corcelles (canton de Berne) puis dans le canton du Jura vers Frinvillier en 2000, à Glovelier et dernièrement le long de l'autroroute A16 Transjurane lors d'une prospection archéologique vers Courtedoux en 2002,,. Toutes les empreintes sont attribuées à l'ichnogenre Brontopodus à l'exception de celles de Courtedoux. Ces dernières incluent des empreintes de sauropode appartenant à l'ichnogenre Parabrontopodus, généralement attribué aux diplodocidés ainsi que des empreintes théropodes décrivant un nouvel ichnogenre Jurabrontes curtedulensis. Une seconde série d'empreintes, parmi les premières identifiées, est datée du Kimméridgien supérieur. Les sites de Lommiswil et de la localité voisine de Grenchen, dans le canton de Soleure, ont été découverts entre 1987 et 1989,. Une des pistes de Lommiswil est par ailleurs l'une des plus longues d'Europe avec une distance de 90 mètres. Les empreintes sont attribuées à l'ichnogenre Brontopodus. Des empreintes initialement attribuées à des Iguanodon trouvés à la Plagne près de Bienne s'avèrent être finalement celles de sauropodes de petite taille. Trois niveaux d'empreintes ont aussi été décrits dans le Tithonien de la formation de Twannbach à Pierre Pertuis et à Twann dans le canton de Berne.

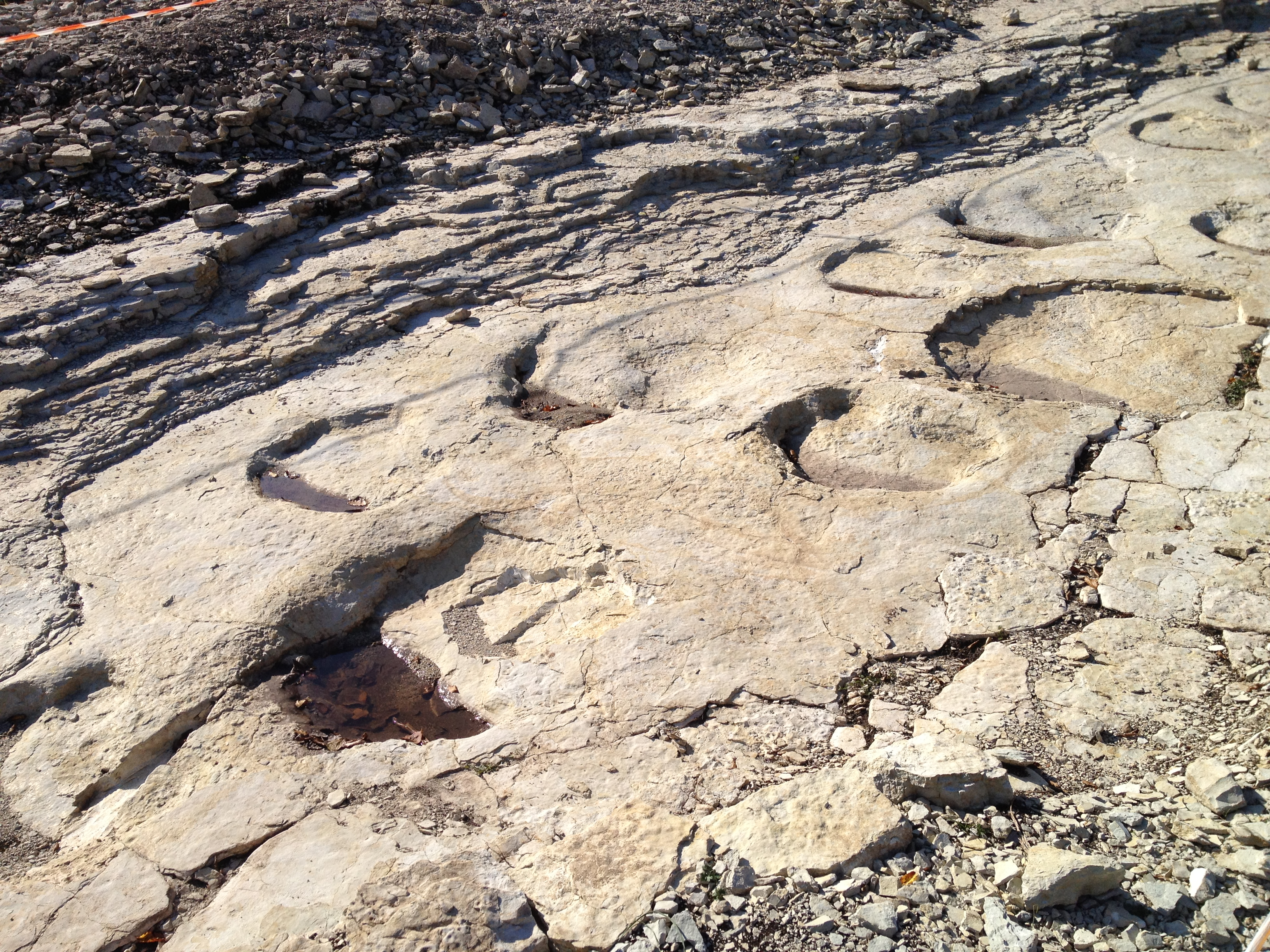
Empreintes de sauropodes sur le site de la Plagne (Dinoplagne) près de Saint-Germain-de-Joux (département de l'Ain).

Du côté du Jura français, trois sites ont été identifiés. Les plus anciennes ont été découvertes en 2006 dans la carrière du Bois aux salpêtriers à Loulle. Les empreintes sont situées dans les calcaires à oncolithes et péloïdes de la formation des Couches du Morillon et correspondant à un environnement d’estran. Les empreintes sont datées entre l'Oxfordien supérieur et le Kimméridgien inférieur et sont les plus anciennes du Jurassique supérieur du Jura. Trois surfaces ont été décrites rassemblant près de 1 500 empreintes et constituant 23 pistes à sauropodes (ichnogenres Brontopodus et Parabrontopodus) et 3 pistes à théropodes (ichnogenres Carmelopodus et Megalosauripus). Chaque surface correspond à différentes phases d'émersion. Une piste de 27 à 32 mètres et comprenant environ 170 empreintes a été décrite dans la formation des Couches du Chailley (Kimméridgien supérieur à Tithonien) à Coisia, sur une dalle subverticale le long de la route départementale D 60E1,. Cette formation est aussi interprétée comme un environnement subtidal tel qu'un lagon protégé par un récif corallien et soumis à des phases d'émersion (environnement supratidal) pendant lesquelles les empreintes ont été imprimées dans le sédiment. Ces empreintes correspondent à l'ichnogenre Parabrontopodus. Leurs dimensions les relient à des Diplodocus de 24 mètres de long. Un autre affleurement situé à 1 kilomètre, suggère que le site serait bien plus étendu. Enfin un dernier site a été identifié à la Plagne près de Saint-Germain-de-Joux et dans la même formation que celle de Coisia, la formation des Couches du Chailley mais daté du Tithonien inférieur. Elles sont attribuées à l'ichnogenre Brontopodus dont certaines appartiennent à une nouvelle espèce Brontopodus plagnensis. Le site héberge par ailleurs la piste d'empreintes de sauropodes la plus longue (155 mètres) connue à ce jour dans le monde.

### Crétacé
Les terrains du Crétacé, à dominante calcaire, sont préférentiellement préservés dans les synclinaux de la Haute-Chaîne, le Salève et le Vuache où ils peuvent atteindre jusqu'à 200 m d'épaisseur. Globalement, le Crétacé est concentré dans le sud-ouest du Jura et disparaît à l'est de Bienne. La majeure partie de la série du Crétacé inférieur (Berriasien-Barrémien) est relativement bien préservée à travers le domaine jurassien. Plusieurs étages du Crétacé inférieur ont ainsi été définis dans le canton de Neuchâtel : le Néocomien (Neuchâtel), le Valanginien (Valangin) et l'Hauterivien (Hauterive). En revanche, les séries de l'Aptien au Turonien affleurent de manière plus restreinte, tandis que la majeure partie du Crétacé supérieur (Coniacien-Maastrichtien) est manquante.

#### Crétacé inférieur
La série débute au Berriasien par les alternances calcaires-marnes de la formation de Goldberg qui équivaut à la partie supérieure du faciès « purbeckien ». Elle correspond à des cycles d'émersion successifs, contrôlés par les paramètres de Milanković. Les dépôts oscillent entre une grande diversité d'environnements dont des milieux lacustres, de plage, d'estran, de vasière, lagunaire et enfin de banc de sable bioclastique et oolitique. Il en résulte une grande diversité de lithologie : calcaires oolithiques, bioclastiques, à oncoïdes, pelletoïdes, marnes vertes, brèches à galets noirs, évaporites, etc. Localement des fentes de dessiccation, des traces de racines (rhizolithes), des calcrêtes et des galets noirs marquent des phases d'émersion et la formation d'un paléosol dans un climat chaud alternant des périodes sèches et humides. Ces résultats sont corroborés par l'identification d'un assemblage d'illite et de smectite alumino-ferrifère dans les marnes vertes au sommet des séquences émersives décrivant l'érosion de sols formés en climat chaud et à fort contraste saisonnier. Les galets noirs, caractéristiques de la formation de Goldberg, sont des fragments calcaires de type mudstones et packstones péritidaux dont la couleur noire est héritée de la dissolution de matière organique en milieu réducteur. Le percement du tunnel du Vuache de l'A40 a permis d'observer l'ensemble de ces faciès de manière optimale. Encadrée à sa base par les Tidalites de Vouglans, et à son toit par celle de la formation de Pierre-Châtel, la formation de Goldberg définit un rentrant ou une combe (la « combe purbeckienne ») caractéristique dans la morphologie en raison de sa forte teneur en marnes.

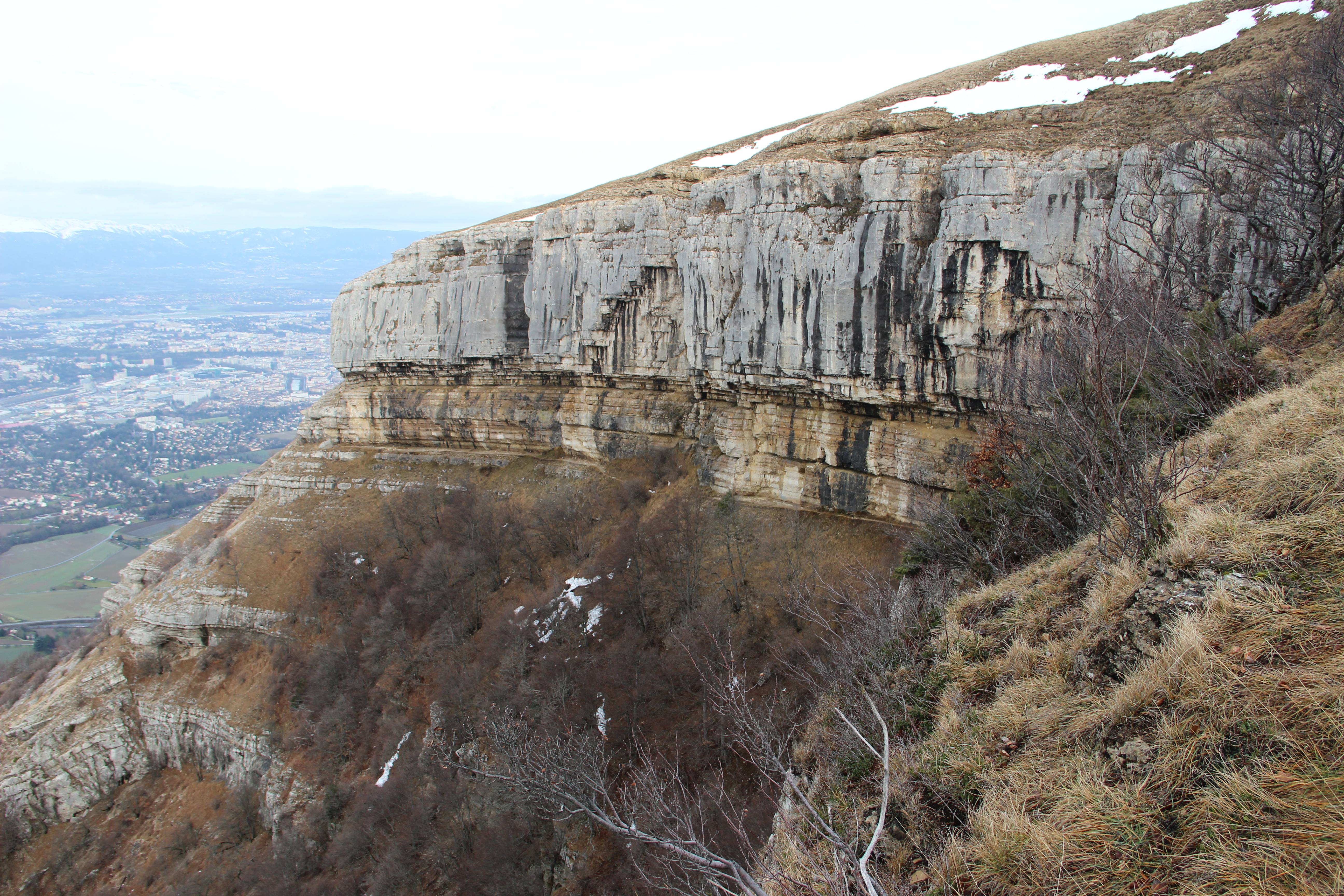
Affleurement du Crétacé inférieur le long du sentier de la Corraterie au Salève. La barre calcaire située tout à gauche, en bas, correspond à la formation de Pierre-Châtel. Elle est surmontée par une série de bancs calcaires formant un rentrant, la formation de Vions, dans laquelle transite le sentier de la Corraterie. L'épaisse barre calcaire surplombant le sentier correspond à la formation de la Chambotte. Enfin le sommet couvert par une prairie définit la formation du Vuache.

La base de la formation de Pierre-Châtel débute par une grande surface transgressive,. Elle consiste en une accumulation de bancs d'épaisseur métrique de calcaire bioclastique et oolitique de type grainstone et packstone, de couleur jaune à rougeâtre, qui évolue ensuite vers des calcaires de type packstone et wackestone de même teinte et correspondant à des dépôts de lagon. La présence de fragments de coraux, rudistes et de nérinées corroborent un environnement de plate-forme péri-récifal. La présence de charophyte décrit des épisodes lacustres notamment dans la partie inférieure de la formation, tandis que les sols karstifiés et les surfaces durcies au sommet de la formation indiquent une phase d'émersion et de condensation. Des brèches issues de l’effondrement de certaines poches de dissolution ont aussi été observées. Enfin les empreintes de dinosaure sauropode (ichnogenre Parabrontopodus) identifiées près d'Échenevex dans l'Ain confirme les épisodes d'émersion.
Au-dessus, la formation de Vions forme généralement des renfoncements entre les barres calcaires de la formation de Pierre-Châtel et celle de la Chambotte. Elle tend par ailleurs à s'amincir vers le nord-est puis disparait dans la région de Bienne. Elle comporte une succession de bancs d'épaisseur décimétrique dont les lithologies varient depuis des argilites, grès aux calcaires oolitiques et bioclastiques. La couleur noire liée à la présence de matériel détritique (quartz, oxyde et hydroxyde de fer et matière organique), les bioturbations de type Thalassinoides apparentés à des terriers de crevettes, les traces de racines et les niveaux charbonneux démontrent des conditions peu profondes à lacustres (charophytes et ostracodes). Des lacunes stratigraphiques sont aussi mise en évidence à travers la présence de surfaces durcies, d'encroutements ferrugineux et de perforations de lithofages.
La formation de la Chambotte consiste en des bancs calcaires massifs dont la partie supérieure est absente au nord de Seyssel et dans le Jura suisse. Le contenu riche en oolites et bioclastes décrit un milieu de dépôt peu profond de haute énergie (tempestites) le long de barres de sable ou de lagons. La moitié inférieure présente localement des remplissages de karst, une malacofaune et des dents de crocodiles nains (genres Bernissartia, Goniopholis et Theriosuchus) suggérant des périodes d'émersion à la suite de chutes brutales du niveau marin.
La formation du Vuache, autrefois appelée « calcaire roux », définit le Valanginien. Il se caractérise par des bancs décimétriques de calcaire rougeâtre présentant de nombreuses stratifications entrecroisées et des stratifications de type hummocky (en) liées à des épisodes de tempête. Ces calcaires bioclastiques et oolitique de type packstones à grainstones contiennent de nombreux débris d'échinodermes et de bryozoaires et parfois un peu de glauconie ou de silex. Ils constituaient des dunes oolitiques sous-marines. Un niveau de conglomérat à galets aplatis de 3 mètres d'épaisseur décrit un dépôt cimenté à la suite d'une émersion puis démantelé lors d'une transgression marine. Le sommet de la formation présente dans le sud du Jura des niveaux condensés riches en bivalves (huîtres), brachiopodes, crinoïdes, serpules et éponges. Ils se sont déposés dans un environnement de mer ouverte.
La formation du Grand Essert marque l'entrée dans l'Hauterivien. Elle comprend les faciès des marnes d'Hauterive et de la pierre jaune de Neuchâtel (autrefois décrit comme le « Néocomien calcaire »,) désormais décrits comme des membres stratigraphiques. Les alternances de calcaires marneux fossilifères du membre des marnes d'Hauterive décrivent un environnement de mer ouverte sous les influences de la houle et des courants de marée. Au-dessus, le membre de la pierre jaune de Neuchâtel forme des falaises de bancs calcaires oolitiques et bioclastiques. Ils incorporent des quartz et parfois de la glauconie et se sont déposés dans des environnements sous l'influence de forts courants de marée.
L'urgonien du Jura fait l'objet de nombreux débats sur sa nomenclature stratigraphique et ses délimitations. Il est historiquement subdivisé entre un « Urgonien inférieur » et un « Urgonien supérieur ». La base de l'Urgonien inférieure est par ailleurs composée d'un niveau fossilifère dénommé « marnes de Russile » ou « Russillien ». Mais la révision du Hauterivien à la fin des années 1980 a entraîné des erreurs d'interprétation sur la position des marnes de Russile (alors placées plus haut stratigraphiquement) qui se sont répercutées sur les révisions stratigraphiques ultérieures. Une nouvelle révision est reconnue par le Comité suisse de stratigraphie mais n'est actuellement pas appliquée dans la partie méridionale du Jura (Salève et Vuache) en raison du manque de données biostratigraphiques et de corrélations pertinentes. Par ailleurs, les débats portent aussi sur l'âge du dépôt et particulièrement sur l'urgonien blanc. Si certains auteurs lui attribuent un âge Hauterivien tardif,,,,,, d'autres défendent un âge Barrémien tardif,,,. Ces différences s'expliquent entre autres par l'absence de marqueurs biostratigraphiques pélagiques, le recours aux orbitolines qui ont abouti à deux échelles biostratigraphiques différentes, en raison notamment d'une influence paléoenvironnementale prédominante sur la morphologie du test, et des interprétations divergentes sur les assemblages de nannofossiles.
La formation des gorges de l’Orbe, reprend la description de l'« Urgonien jaune » tout en y englobant les marnes de Russile erronées. Elle correspond historiquement à la partie supérieure de la pierre jaune de Neuchâtel (telle que décrite au XIXe siècle) et à l'Urgonien inférieur. Les âges biostratigraphiques fluctuent entre le Hauterivien tardif et le Barrémien tardif. Le passage depuis la formation du Grand Essert est marqué par une série de discordances à travers l'arc jurassien. La formation des gorges de l’Orbe consiste en une alternance de bancs métriques de calcaire argileux jaunâtre alternant avec des intervalles marneux centimétriques. Les bancs calcaires présentent une grande diversité de stratifications planaires et entrecroisées. Ils sont régulièrement bioturbés avec des surfaces tronquées. Ils présentent aussi parfois un aspect nodulaire ou chenalisé. Ce sont des calcaires bioclastiques de texture grainstone à packstone accompagnés d'oolites. Les bioclastes, très diversifiés, sont tous transportés : brachiopodes, bivalves, oursins, crinoïdes, coraux, bryozoaires, éponges, foraminifères, algues dasycladales. Ils témoignent du remaniement d'une plateforme peu profonde vers des environnements de mer ouverte. Du quartz et de la glauconie sont parfois identifiés en faible proportion. Les bancs calcaires se distinguent de ceux du membre de la pierre jaune de Neuchâtel par leur teinte moins jaune, la formation d'escarpements moins prononcés et déprimés. Enfin la base de la formation est caractérisée par la présence de niveaux glauconieux, d'intervalles marneux ou d'accumulations importantes d'éponges.
La formation du rocher des Hirondelles (précédemment dénommée formation de Vallorbe,) reprend la partie supérieure de l'Urgonien, autrefois décrit comme l'« Urgonien supérieur » ou « Urgonien blanc ». Sa datation biostratigraphique est controversée en raison de débats sur sa calibration et le recours exclusif aux microfossiles benthiques. Initialement considérée comme isochrone, la base de la formation serait en réalité diachrone. Elle débuterait au Hauterivien tardif pour s'arrêter au Barrémien tardif dans le Jura méridional tandis qu'elle serait restreinte au Barrémien tardif dans le Jura central. Il s'agit d'une accumulation de calcaires métriques blancs à légèrement jaunâtres et séparés par des joints stylolithiques. On peut parfois observer des stratifications entrecroisées liées à des périodes de marées ou de tempêtes ainsi que localement des brèches à la suite de phases d'émersions dans des environnements intertidaux ou supratidaux. Ce sont des calcaires grainstones, packstones voire wackestones riches en rudistes  (calcaires bioclastiques) et accompagnés de grands foraminifères benthiques (orbitolines et milioles), d'algues dasycladales et charophytes et secondairement de bivalves et échinodermes. Ils décrivent un environnement de plates-formes internes peu profondes voire lacustres.

#### Crétacé supérieur
La formation de la Perte-du-Rhône s'étend de l'Aptien au Cénomanien. Elle est subdivisée en trois membres. La partie inférieure (membre de Fulie) à dominante marneuse, riche en gastéropodes et échinodermes décrit un environnement de plate-forme peu profonde qui évolue vers un intervalle marneux de mer ouverte incorporant une grande diversité d'ammonites et de nautiles. Le membre de Mussel correspond à des intervalles gréso-glauconieux. Il décrit un environnement de plate-forme peu profonde évoluant vers un environnement de mer ouverte riche en ammonites parfois pyritisées. Enfin le membre de Poncin (Cénomanien) est de nouveau marneux et restreint à la partie sud du Jura français. Vers le nord-est, il disparaît permettant le contact de la formation de Narlay sur la formation de Vallorbe. Au Salève, l'unique affleurement de cette formation décrit une encrinite, aussi dénommé « Lumachelle du Gault » qui serait daté entre l'Aptien inférieur et l'Albien inférieur. Le contact avec la formation du rocher des Hirondelles semble être une discontinuité qui est souligné par la présence de perforations par des mollusques lithophages dans les calcaires urgoniens et de fissures remplit par l'encrinite sus-jacente.
Enfin le toit de la succession crétacée (Cénomanien-Turonien) est défini par la formation de Narlay qui est uniquement préservé sous forme d'affleurement d'extension locale et discontinus. Elle consiste en des bancs calcaires siliceux bien stratifiés blancs à jaunâtres. Outre des couches siliceuses, ils comportent des foraminifères planctoniques, des pithonelles, des coquilles d'inoceramus et des spicules d'éponges. Il s'agit de calcaires pélagiques qui furent autrefois appelés calcaires crayeux blancs ou calcaires crayeux à silex.

### Paléogène et Néogène

#### Éocène

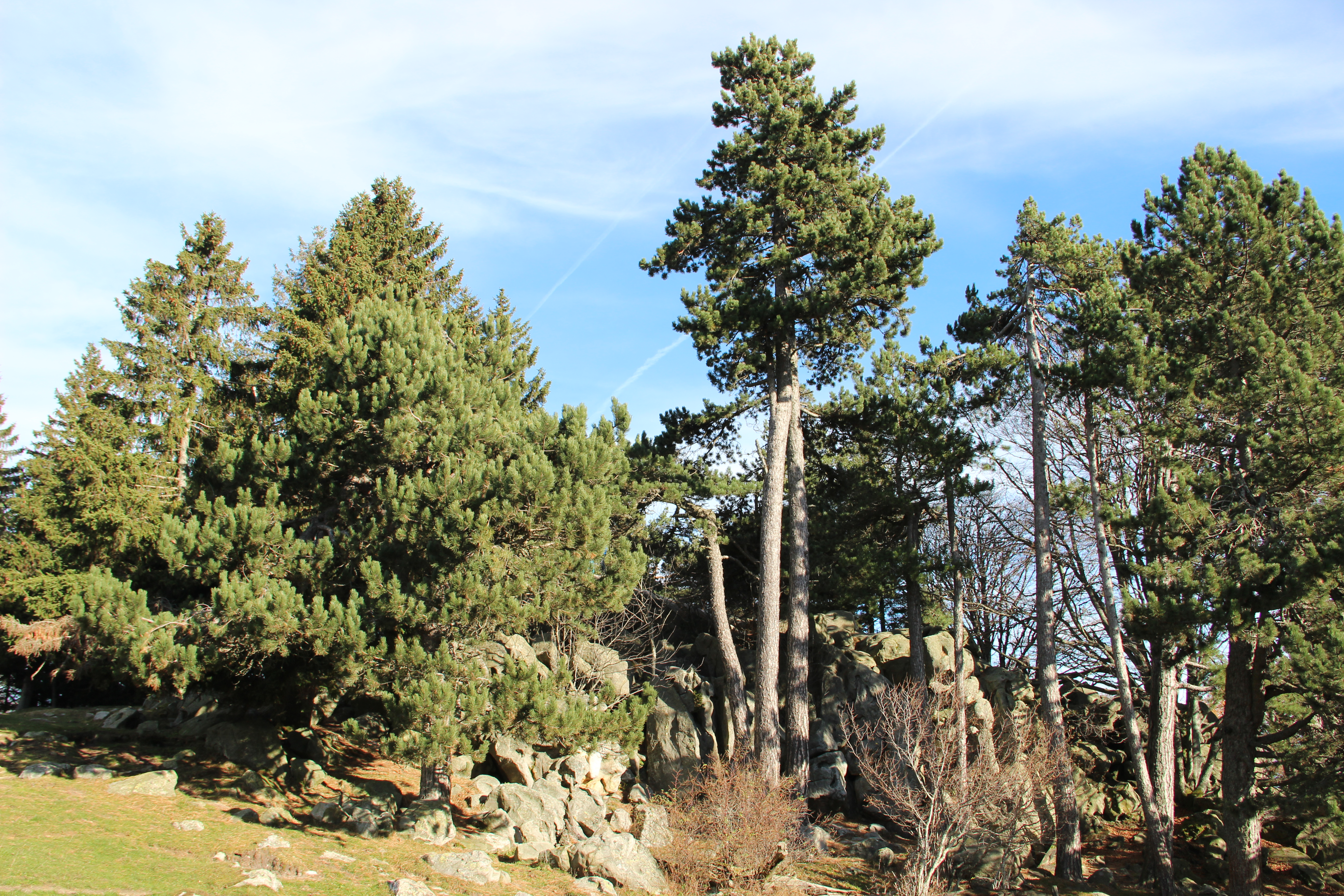
Un exemple d'affleurement des grès sidérolithiques : les rochers de Faverges au Salève.

Le hiatus sédimentaire, apparu au Crétacé supérieur, se poursuit durant la majeure partie du Paléogène jusqu'à l'apparition des grès sidérolithiques,,,, à l'Éocène moyen à tardif. Ces grès recouvrent les calcaires urgoniens mais remplissent aussi des paléokarsts comme des poches de dissolution ou les dolines creusés jusque dans le Jurassique supérieur,,. Il s'agit de grès très quartzeux (quartzite) parfois associés à des grès fins argileux et des argiles silteuses. Ces dernières, autrefois dénommées bolus par les anciens auteurs,,, présentent une couleur ocre, rougeâtre ou violacées lorsqu'elles contiennent des concrétions ou pisolithes d'hydroxyde de fer (bohnerz) et sont décrites comme des latérites, voire prennent une teinte gris verdâtre ou bleutée en présence de pyrite notamment. On trouve aussi sur la bordure occidentale du Jura, et jusque dans la Bresse, des argiles à silex. Les grès contiennent en très faible proportion (moins de 0.01 %) des tourmalines, staurolites et zircons mais sont dépourvus de micas. Ce sont des grès moyens avec des couches microconglomératiques à galets de quartzite à la base de la série. Les grès sont massifs et l'on peut parfois distinguer de légères stratifications horizontales ou obliques résultant du transport fluviatile et confirmée par l'exoscopie des quartz. Ils présentent généralement une teinte blanche qui évolue vers les tons rouges en présence d'hydroxyde ou d'oxyde de fer. Localement, ils peuvent incorporer de la glauconie, préférentiellement à la base de la série, qui leur confère une teinte verdâtre. Leur cimentation est imparfaite, la roche est parfois même friable au point qu'ils peuvent être décrits comme des sables. La série des grès sidérolithiques peut atteindre localement jusqu'à 100 m d'épaisseur dans les cantons de Soleure et de Berne, 40 m au Salève mais elle présente une extension latérale limitée car elle est préservée préférentiellement dans les karsts, favorisant le dépôt des molasses oligocènes sur le calcaire urgonien. Ils présentent néanmoins une épaisseur croissante depuis le Jura jusqu'au Salève selon un axe NO-SE, associé à une augmentation de la proportion en grès au détriment des intervalles argileux. Cette distribution est par ailleurs corrélée avec la stratigraphie résiduelle. Ainsi les argiles se sont déposées dans des karsts creusés dans le Jurassique supérieur sur le versant occidental, là où les séries calcaires ont été particulièrement érodées, tandis que les grès sont préférentiellement recouverts des séries urgoniennes sur le flanc oriental. Leur extension dépasse cependant le domaine du Jura et se rencontre aussi dans le domaine helvétique. Par analogie avec leur équivalent de l'Helvétique, les grès sidérolithiques sont contraints entre le Lutétien et le Bartonien d'après les datations de micromammifères et de mollusques,.

#### Oligocène - Miocène
La migration depuis le sud du bassin d'avant-pays nord alpin sur la bordure du domaine du Jura et l'ouverture du graben du Rhin au nord entraine des différences de sédimentation entre les deux versants du bombement jurassien.
La sédimentation dans le bassin d'avant-pays nord alpin suit la migration du front orogénique vers le nord : on constate ainsi une progradation des dépôts de plus en plus jeune vers le nord,. Les couvertures sédimentaires les plus méridionales du domaine du Jura, c'est-à-dire à l'emplacement actuel du bassin molassique suisse, sont les premières recouvertes dès le Rupélien (Oligocène inférieur) par la molasse marine inférieure. Par contre, les dépôts molassiques que l'on retrouve dans le Jura, et donc plus au nord, ne débutent qu'à l'Aquitanien (Miocène inférieur) avec le dépôt de la molasse d'eau douce inférieure voire au sommet du Chattien (Oligocène supérieur) vers Yverdon-les-Bains. Ce dépôt ne se fait pas uniquement sur les couches d'âge éocène, d'extension limitée, mais plus généralement sur un substratum mésozoïque avec lequel la molasse présente une discordance angulaire à la suite de la déformation flexurale de la lithosphère européenne. Son extension est restreinte à la partie interne du massif du Jura en raison de son bombement et occupe préférentiellement des sillons formés par le plissement précoce des unités jurassiennes et dont le plus important est le sillon Bellegarde-Bienne, alors occupé par le « lac du Locle ». Ces dépôts molassiques se distinguent de leur équivalent du bassin d'avant-pays (molasse du plateau) par des apports détritiques locaux issus de la couverture sédimentaire mésozoïque jurassienne et sont dépourvus de galets d'origine alpine. Lors de la surrection du massif du Jura, cette molasse se retrouve déconnectée de la molasse du plateau et isolée en de nombreux lambeaux tapissant les vallées de la Haute-Chaîne.
Le long de la bordure externe du Jura, l'Oligocène inférieur (Rupélien) correspond à des dépôts oscillant entre des environnements lacustres et marins (Septarienton). Ils sont associés à des dépôts deltaïques (groupe stratigraphique des Gompholithes et Conglomérats) et saumâtres. L'ensemble de ces dépôts décrit un paléoenvironnement subtropical où des falaises mésozoïques sont entaillées par des rivières le long du rivage de la mer rhénane qui occupe alors le graben du Rhin. La régression de cette mer au Rupélien favorise l'installation des dépôts fluviatiles de la molasse vosgienne (ou alsacienne) au Chattien. La grande diversité paléontologique (Anthracotherium, Iberomeryx, tortues à carapace molle) souligne la succession d'environnements palustres à forestiers dans le cadre d'une plaine d'épandage fluviatile. La sédimentation dériverait de l'érosion au nord du massif des Vosges et de la Forêt-Noire et à l'ouest du Massif central. Elle est ensuite surmontée par des dépôts lacustres entre le Chattien supérieur et l'Aquitanien basal et qui sont notamment bien préservés dans le bassin de Delémont. L'Aquitanien marque un nouveau hiatus sédimentaire à l'exception des calcaires de La Chaux et des grès et marnes grises à gypse de Boudry qui seraient associés au soulèvement du compartiment sud graben du Rhin.
La transgression burdigalienne marque l'envahissement complet du Jura par la Parathétys et par conséquent son uniformisation sédimentaire avec le dépôt de la molasse marine supérieure sur la bordure interne. La mer se retire à la fin du Burdigalien et laisse la place à des dépôts côtiers à saumâtres (marnes rouges et gompholithes de la molasse marine supérieure) puis à l'important système fluvio-lacustre (calcaire et marne lacustres) de la molasse d'eau douce supérieure entre le Langhien supérieur et le Serravallien. Plus au nord, dans le bassin de Delémont, les faciès deviennent plus terrigènes avec grès et conglomérats. Sur le versant externe, d'importants conglomérats très grossiers signalent l'installation de nombreux cônes alluviaux au pied des Vosges et du massif de la Forêt-Noire. Les dépôts se poursuivent globalement dans le Serravalien mais peuvent atteindre le début du Tortonien (Miocène supérieur) dans l'Ajoie.

#### Pliocène
Bien que considéré comme absent, certains auteurs ont attribué un âge pliocène à des séries détritiques originaires des Vosges et situées dans les parties externes du massif du Jura mais sans apporter de confirmation paléontologique. Un karst a été découvert lors du creusement du tunnel de la Vue-des-Alpes. Le lessivage du matériel détritique remplissant le karst a permis d'identifier plusieurs dents de micromammifères restreintes à la zone MN15 soit le Pliocène inférieur.

### Quaternaire

#### Terrains glaciaires
Durant la période du Quaternaire, des formations glaciaires se sont mises en place dans la région lors des grandes glaciations. Les dépôts des glaciers du quaternaire, comme les moraines, ont recouvert les matériaux du substrat plus ancien, car le massif du Jura était déjà formé à cette époque. Ces formations sont présentes sur deux fronts principaux : le front externe datant de la glaciation de Riss qui avance jusqu'aux reculées du premier plateau puis se dirige vers le plateau d'Amancey et le front interne datant de la dernière glaciation qui recouvre la Petite Montagne, puis longe la combe d'Ain, avant de remonter vers Frasne et Morteau. On distingue trois types de dépôts : les moraines, les alluvions fluvio-glaciaires et les alluvions glacio-lacustres. Ces dépôts sont très visibles dans la combe d'Ain et au débouché des reculées du Revermont.

#### Tourbières

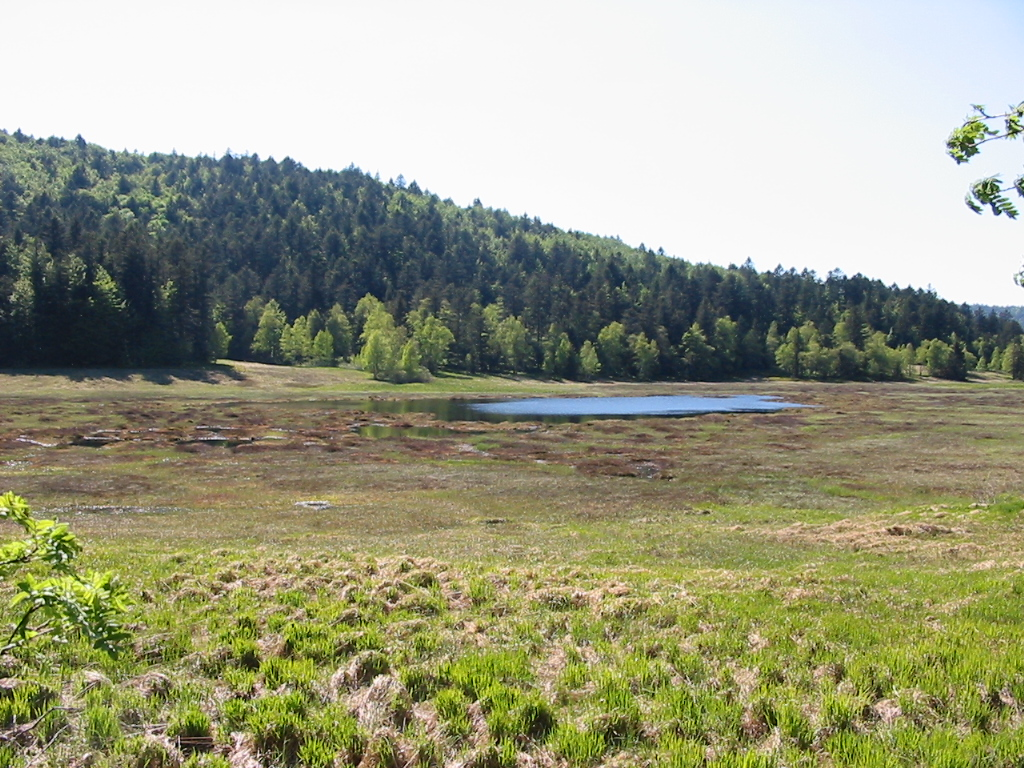
Tourbière dans les Vosges.

Une tourbière est une zone humide caractérisée par l'accumulation progressive de la tourbe, un sol caractérisé par sa très forte teneur en matière organique, peu ou pas décomposée, d'origine végétale. Le massif du Jura en compte pas moins de 150, toutes réparties dans la Haute-Chaîne. Ces tourbières se sont mises en place quelques milliers d'années après le retrait du glacier. Elles occupent les dépressions mal drainées qui furent abandonnées par le retrait glacier. Dans ces dépressions, des lacs se sont installés et ont formé des tourbières en se comblant. Parmi la végétation de ces tourbes, on trouve des sphaignes, des mousses capables de se développer en milieu acide. Les tourbes et les dépôts lacustres sont des éléments très conservateurs, qui ont permis la conservation de nombreux vestiges au bord des lacs de Clairvaux et de Chalain et qui ont enregistré l'évolution du climat depuis la dernière ère glaciaire, car lors de leur développement, ils capturent les pollens des plantes de la région, permettant de déterminer le climat.

#### Alluvions
Les alluvions furent mises en place durant le quaternaire. Les alluvions fluviatiles sont composées de graviers, de sable et de limons déposés par les cours d'eau au fil des ans et des crues. Ce sont les accumulations de fragments divers de toutes tailles, issus des versants des vallées par érosion (gel, ruissellement, coulées, éboulements, etc.) Les plaines alluviales sont le milieu où évolue le tracé des rivières. Les alluvions se situent principalement dans les plaines et au pied des massifs, dans les vallées ils sont discontinus le long des rivières et en vallée encaissée, les cours d'eau sont très pauvres en alluvions. En Bresse, on trouve d'autres alluvions fluviatiles qui auraient été étalées par des fleuves divaguant lors du remplissage du fossé de la Bresse.
Certaines alluvions fluviatiles ne sont pas situées en fond de vallée, mais sur les versants de la vallée, la dominant à une altitude pouvant aller jusqu'à 60 m. Elles se présentent sous forme de terrasses qui se forment par une alternance cyclique de processus sédimentaire, appelé alluvionnement, et de processus érosif, appelé creusement. Ce rythme est dû à l'alternance entre période froide et période chaude qui marque le climat du quaternaire. En période froide, on assiste à un fort alluvionnement ; à la fin de la période froide et en période tempérée, on assiste à un creusement de la vallée.

#### Éboulis
Le massif jurassien présente un grand nombre de pentes, dues aux séismes, à la nature des roches et à leur érosion. Elles laissent parfois apparaître les roches du sous-sol qui ne sont pas toujours visibles, masquées par un dépôt de formations meubles, nommées dépôts de versant. Ceux-ci résultent de l'effritement et de l'altération des roches du sous-sol, soumises aux forces de gravitation et aux changements climatiques. On distingue trois types de dépôts de versant dans le Jura : les dépôts de base de corniche (éboulis), les dépôts de versant marneux (glissements et coulées) et les dépôts de pente faible (colluvions). Les éboulis forment un tablier au pied des falaises et des corniches rocheuses, ils sont formés par la fragmentation du calcaire par le gel. Ce sont les roches fracturées et les calcaires marneux gélifs qui produisent le plus d'éboulis. Les éboulis actifs actuellement se reconnaissent par l'absence de couverture végétale. Les éboulis actifs sont rares dans le Jura et sont présents au pied de falaises actives et exposées au nord (Creux du Van, mont d'Or, etc.) La grande majorité des éboulis furent formés à la fin de la dernière glaciation, lors du retrait du glacier.
Les marnes ont pour propriété de se gorger d'eau et de se déstabiliser. Leur couche superficielle (1 à 3 mètres) glisse dans le versant sous forme de petits glissements ou de coulées boueuses, dont le résultat est un voile de marnes déplacées, souvent altérées : ce sont les dépôts de versant marneux. La formation de ces dépôts furent abondant lors de la dernière glaciation et lors du retrait glaciaire quand les sols se déstabilisaient à cause de l'alternance gel-dégel. Les dépôts de pente faible, d'une épaisseur maximale d'un mètre, sont constitués de limons et d'argiles mis en place récemment par le ruissellement lors des fortes pluies.

## Histoire géologique du Jura

### De la chaîne hercynienne à la mer épicontinentale

#### La chaîne hercynienne
L'ensemble des terrains attribués stratigraphiquement au socle du Jura sont hérités de l'orogenèse varisque qui s'est déroulée entre le Dévonien et le Permien. Elle résulte de la fermeture de l'océan Rhéique par la convergence des plaques du Gondwana et du microcontinent d'Avalonia. La chaîne de collision qui en résulte, dont on estime qu'elle fut longue de 5 000 km et large de 1 000 km, avec une hauteur comparable à celle de l'Himalaya, affecte une grande partie de l'Europe (Massif ardennais, Massif armoricain, massif de Bohême, etc). Le massif de la Serre, près de Dole, tout comme le massif des Vosges ou la Forêt-Noire sont également les témoins de la chaîne hercynienne à proximité immédiate du Jura. Outre des roches métamorphiques relatives à l'orogène, le futur socle du Jura incorpore aussi des roches polymétamorphiques d'âge Protérozoïque, des roches volcaniques non métamorphisées liées à des phases magmatiques tardi-orogéniques (Permien) ainsi que des roches sédimentaires notamment déposées dans des bassins houillers. Ces bassins, d'orientation NE-SO, se sont formés lors de phases de relaxation post-orogéniques et présentent une sédimentation à dominante fluviatile riche en débris végétaux et matière organique.
Le futur domaine paléogéographique du Jura, à l'instar du reste du système alpin, se situe alors entre la chaîne hercynienne au nord et la marge passive gondwanienne de la Paléotéthys au sud-est. Au tout début du Trias, la fermeture de la Paléotéthys s'accompagne de l'ouverture de la Néotéthys à l'est et de plusieurs bassins océaniques au niveau de l'Europe dont le Meliata qui devient la nouvelle façade océanique du futur système alpin.

#### Fleuves et lagunes du Trias

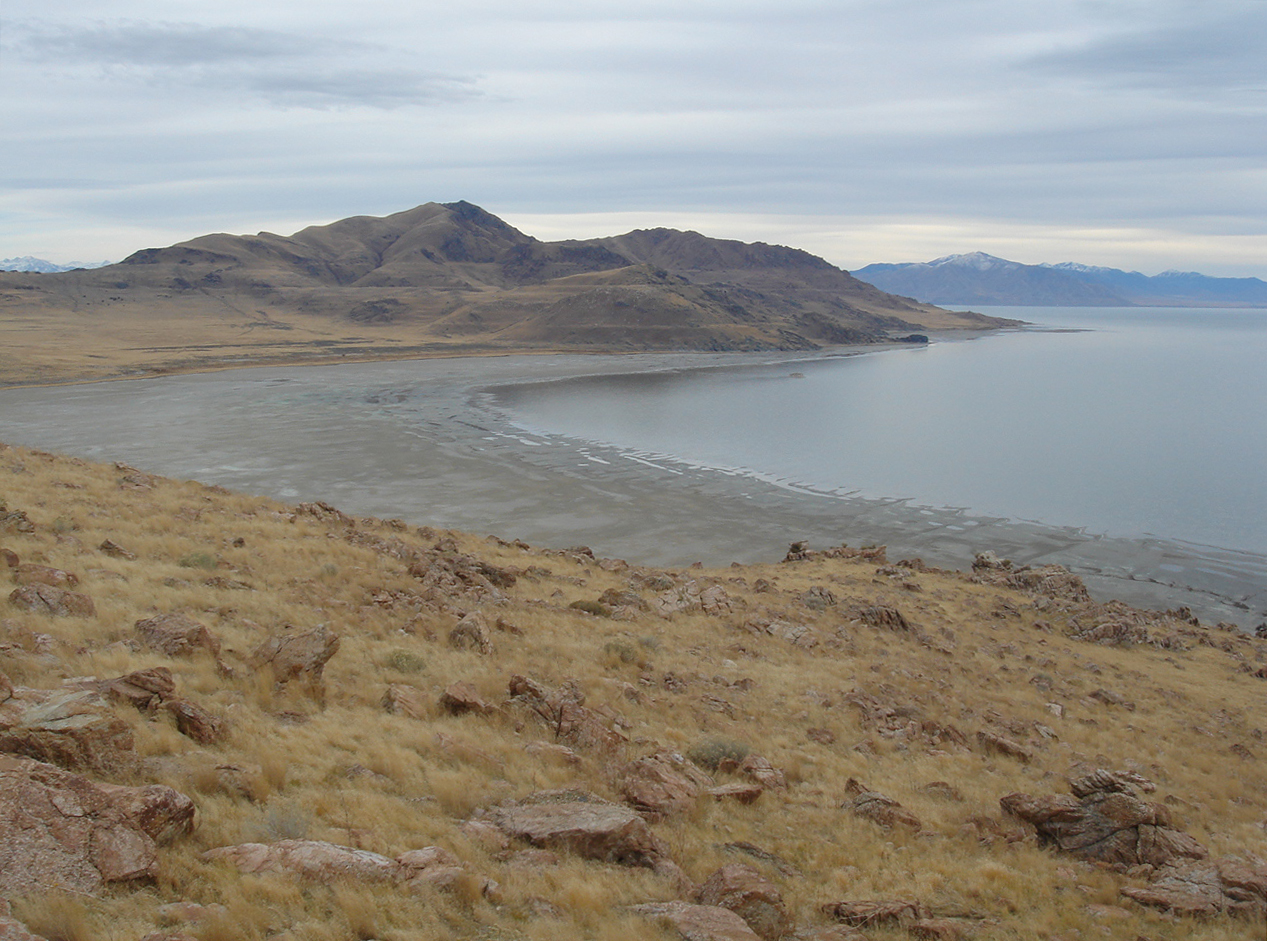
Grand Lac Salé, paysage comparable au Jura au Trias supérieur.

Le supercontinent Pangée commence à se fragmenter dès le Trias. L'actuel système alpin est alors un vaste domaine continental où les socles hercyniens sont mis à nu par l'érosion lors d'une phase de pénéplanation. Il est traversé par un système fluviatile originaire des chaînes hercyniennes qui se déversent dans le Meliata. Ces rivières drainent d'importantes quantités de sédiments détritiques issus de l'érosion de ces chaînes, situées au nord et à l'ouest du Jura. Elles se déposent pour partie sur le domaine du Jura, qui est alors soumis à des phases transgressives, formant le Buntsandstein et dont les conditions climatiques arides sont à l'origine des couleurs bariolées de ces sédiments par oxydation du fer. Ces dépôts forment une discordance majeure qui sépare les socles paléozoïques de la couverture sédimentaire mésozoïque à cénozoïque et qui est observable en plusieurs points en Haute-Saône.
Les premières incursions marines majeures apparaissent entre l'Anisien et le Ladinien met et en connexion les bassins septentrionaux d'Europe centrale avec la Téthys. Une plateforme carbonatée s'installe correspondant au Muschelkalk. Les effets de la crise permo-triasique se font encore sentir, elles sont dépourvues de systèmes récifaux coralliens et des communautés d'organismes de type heterozoan prédominent. Les oscillations eustatiques favorisent des périodes de bas niveau marin voire des émersions avec le développement de dépôts littoraux (schistes bitumineux) et des séquences évaporitiques.
Puis au cours du Ladinien, une succession de cycles régressifs favorise le retour à des conditions plus continentales. Elles se caractérisent par le développement de sebkhas et de marais salants. Des dépressions de la topographie le long du littoral sont périodiquement inondées formant des sabkhas, puis sous l'effet des conditions arides, ces sebkhas s'assèchent et des couches d'évaporites (halite, anhydrite, etc.) s'accumulent formant le Keuper. La région est aussi composée d'un ensemble de lagunes peu profondes (200 m maximum) alimentées par des fleuves provenant des massifs environnants. Les apports fluviatiles grossiers construisent des plages aux embouchures, tandis que des argiles décantent dans les lagunes. Le climat semi-aride alterne des saisons arides et humides. Les argiles sont amenées lors des saisons humides, alors que lors des saisons arides, la saturation des eaux en sel provoque la précipitation d'évaporites et transforme les lagunes en marais salants. Enfin plus au nord, les dépôts fluviatiles dominent le domaine paléogéographique du Jura. Les paysages du Grand Lac Salé aux États-Unis ou la mer Morte en Israël constituent des analogues contemporains du Jura au Trias.

#### La plate-forme carbonatée du Jurassique
Durant le Jurassique moyen et le Jurassique supérieur, la région du Jura est une plate-forme carbonatée peu profonde, parsemée d'îles sous un climat tropical avec un niveau marin variable. Malgré des variations eustatiques, due aux variations des mouvements verticaux des continents, le Jura demeure un milieu peu profond proche de l'émersion. Les variations sont telles qu'elles amènent à deux émersions presque totales de la région au cours du Jurassique : la première entre le Jurassique inférieur et le Jurassique moyen et la seconde au Callovien. Ces émersions sont très visibles par la variation des types de dépôts dans la couche du Jurassique, montrant que le Jura était dans un milieu où les dépôts se faisaient en milieu peu profond, sensible aux variations marines, contrairement au domaine helvétique qui était situé dans un environnement plus profond.

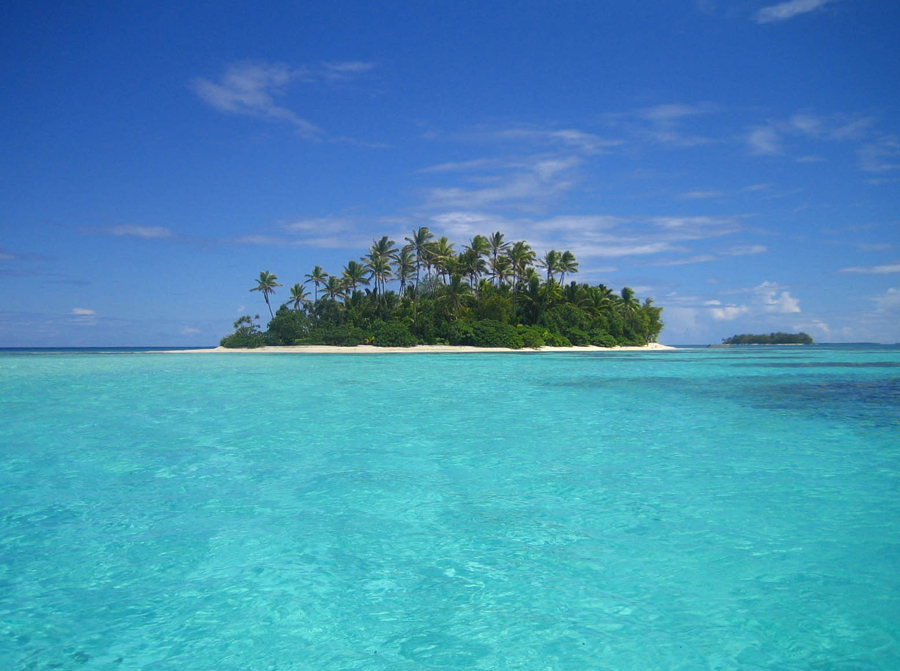
Paysage comparable au Jura du Jurassique.

À partir des dépôts sédimentaires du Jurassique, on a pu établir que la région du Jura au Jurassique était un ensemble d'îlots sous un climat tropical. Les faciès de plages, de lagons et de récifs ont permis d'établir que les conditions et les paysages dans la région à cette époque étaient similaires à celles que l'on connaît aujourd'hui aux Bahamas et aux États fédérés de Micronésie. Ces conditions (faible profondeur, bonne luminosité, eau chaude, courants, etc.) permettent un bon développement biologique menant à une abondance de micro-organismes et de faune benthique (bivalves, coraux, etc.), ce qui entraîne une importante précipitation de sels dissous dans l'eau et la formation de carbonate de calcium. Le climat du Jurassique est l'un des plus chauds qu'ait connus la planète avec une température moyenne de 25 °C. Les empreintes de dinosaures de Coisia et Loulle permettent d'établir que les îlots devaient être suffisamment vastes pour pouvoir abriter des troupeaux de sauropodes herbivores.

#### De la plate-forme à la rampe au Crétacé
Durant le Crétacé, les alternances de climats aride et humide, associés aux changements eustatiques et aux apports détritiques provenant des massifs hercyniens en périphérie, contrôlent la sédimentation carbonatée et les faunes associées. Le Crétacé se caractérise ainsi par la succession de deux épisodes de plates-formes carbonatées.
La brève émersion initiée à la fin du Jurassique se poursuit au début du Berriasien avec des faciès péritidaux évaporitiques (formation de Goldberg) déposés en milieu aride. Des fentes de dessiccation développées dans un estran boueux alternent avec des grès de plage oolitiques surmontés par des caliches contenant des traces de conduits racinaires. Une transgression majeure marque le retour d'une sédimentation carbonatée peu profonde (formation de Pierre-Châtel). Mais le retour à des conditions plus humides à la fin du Berriasien favorise le développement d'une sédimentation détritique (formation de Vions) et par la même l'instauration d'une faune hétérotrophe. Les apports en charbons soulignent par ailleurs le développement de marécages côtiers. La transition vers le Valanginien se caractérise par un épisode de plus en plus aride et oligotrophique (formation de la Chambotte). Entamé au cours du dépôt de la formation de Vions, la plate-forme carbonatée s'incline progressivement vers le sud-est, la transformant en rampe. Les conditions redeviennent humides au Valanginien avec des conditions hétérotrophiques. Des épisodes de tempêtes associés à des plages de galets sont enregistrés dans les zones peu profondes tandis que les faciès distaux et plus profonds présentent des niveaux de condensation (formation du Vuache). La transition du Valanginien à l'Hauterivien se caractérise par un approfondissement de la rampe défini par les marnes d'Hauterive riches en ammonites (formation du Grand Essert) tandis que la pierre jaune de Neuchâtel (Hauterivien) marque une diminution de la profondeur et l'influence des marées. Une seconde plate-forme carbonatée en zone subtropicale, de type urgonienne et à faune mixte hétérotrophe - phototrophe, se met ensuite en place entre l'Hauterivien et le Barrémien. Elle est constituée d'une plateforme interne à rudistes (formation du rocher des Hirondelles), protégée par des bancs de sables oolitiques (membre de Neuchâtel p.p.) puis une plateforme externe dominée par des éponges et des bivalves (formation des gorges de l’Orbe). Elle se développe depuis la région du Bugey et prograde en direction du nord-est (Jura central) et du sud (domaine delphino-helvétique). Elle se retrouve ensuite ennoyée dès l'Aptien (formation de la perte du Rhône) par la combinaison d'une rapide hausse du niveau marin et de la tectonique. Il s'installe alors une sédimentation pélagique avec une forte condensation des dépôts, caractérisée par la précipitation de glauconie et l'accumulation d'ammonites. Par ailleurs, l'augmentation de l'effet de serre durant l'Aptien et l'Albien favorise des conditions humides et donc le retour à des apports détritiques dans le bassin. Enfin les conditions profondes persistent entre le Cénomanien et le Coniacien avec la mise en place de calcaires pélagiques (formation de Narlay) avant une émersion générale du Jura au cours du Crétacé supérieur.

### Formation du massif jurassien
Durant le Crétacé supérieur, l'ouverture de l'océan Atlantique nord, et notamment la branche du golfe de Gascogne, déclenche une rotation anti-horaire de la plaque ibérique. Parallèlement, la plaque africaine remonte vers le nord à la suite du démantèlement du Gondwana et à l'ouverture de l'océan Indien. Ces deux processus entrainent la fermeture de l'océan piémontais et le début de la convergence alpine.

#### Émersion paléogène
Au cours du Paléocène, l'océan piémontais est complètement subducté sous le prisme orogénique du domaine austro-alpin mais de par sa nature plus légère que le manteau asthénosphérique, le microcontinent briançonnais, toujours rattaché à la plaque ibérique, oppose une résistance à son plongement sous la plaque adriatique. Ce ralentissement de la convergence génère des contraintes intraplaques qui sont transmises jusque sur l'avant-pays européen et induisent un soulèvement de la lithosphère européenne.

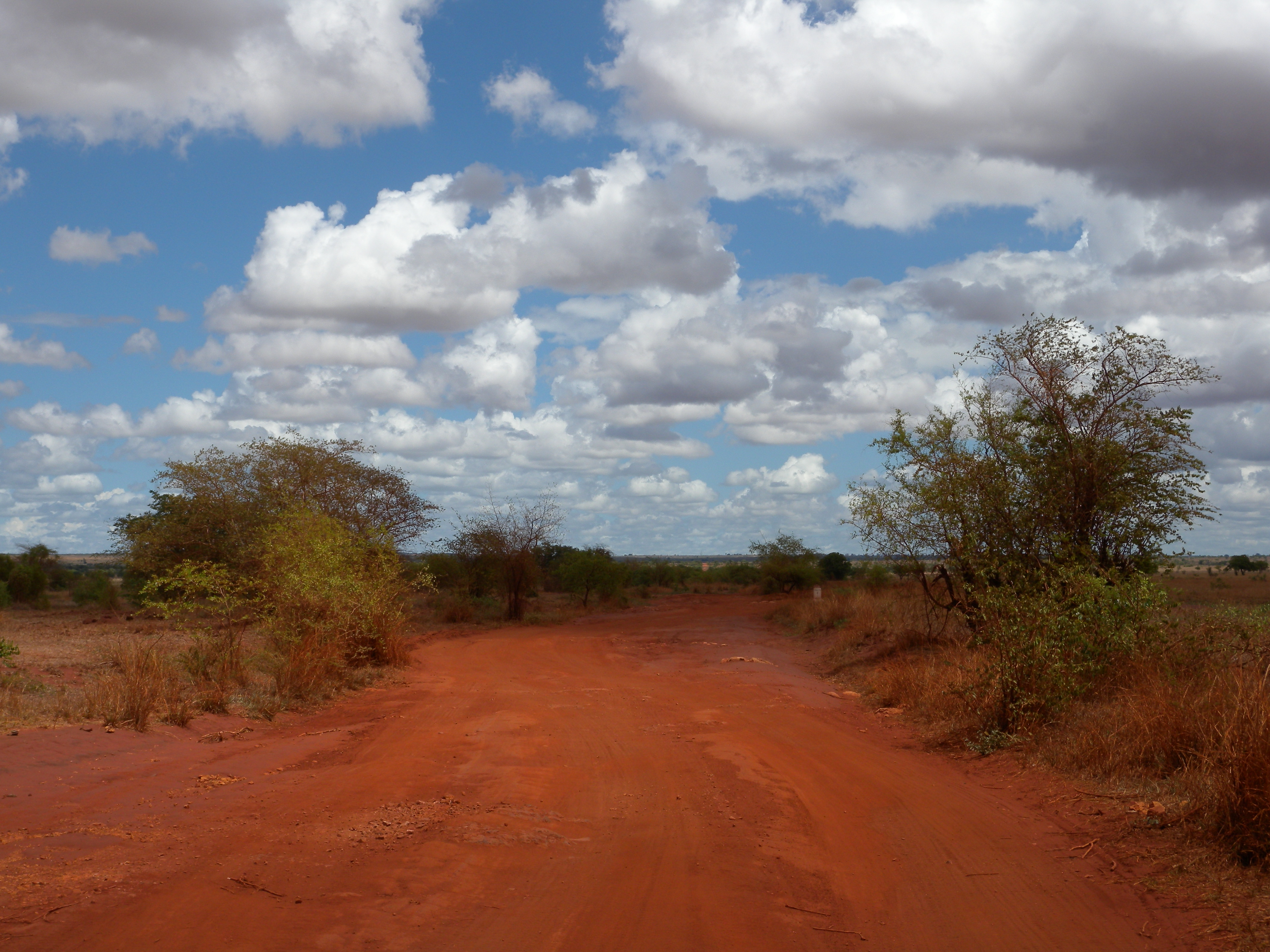
Un exemple de paysage latéritique avec sa végétation éparse.

L'émersion du domaine du Jura favorise une longue période d'érosion de la plateforme carbonatée qui se poursuit jusqu'à l'Éocène. Elle se manifeste par le développement d'un important système karstique qui décape tout ou partie du Crétacé et atteint le Jurassique supérieur sur le versant occidental du Jura. Ce dernier piège en partie une sédimentation détritique résultant de l'altération et de la dissolution des calcaires dans fissures et autres cavités karstiques. Il se développe alors un réseau hydrographique qui draine les produits d'altération du substratum calcaire vers l'est. La nature du matériel détritique, notamment argileux, dépend des unités démantelées : argile à silex sur le Crétacé supérieur de la Bresse, épaisse série argilo-ferrugineuse sur le Jurassique supérieur dans le Jura septentrional, et quartzite et grès glauconieux sur les calcaires urgoniens du Salève. Le matériel détritique de ces derniers est considéré comme provenant du démantèlement des séries glauconieuses de la formation de la Perte-du-Rhône (Aptien inférieur - Cénomanien inférieur). Mais certains auteurs privilégient des apports du Massif central,.
Le Jura forme alors un relief tabulaire peu élevé, entre la Téthys alpine résiduelle et les massifs hercyniens et soumis à un climat tropical, ou méditerranéen. Les premiers décrivent le système karstique comme un karst à pitons ou à tourelles tandis que Conrad et Ducloz le rapprochent des hums des karsts méditerranéens. L'absence d'accumulation d'oxyde d'aluminium ou bauxite démontre par ailleurs la récurrence de phases de remaniement alternant avec des périodes d'altération des carbonates, bloquant ainsi le processus de latérisation des sols.
L'Oligocène marque le début collision alpine. La plaque eurasiatique passe en subduction sous le prisme orogénique,. La déformation flexurale de la plaque eurasiatique génère le bassin d'avant-pays nord alpin dans lequel s'accumule la molasse. En raison de la progression vers le nord du front orogénique, la molasse prograde progressivement depuis le domaine helvétique vers le domaine du Jura qu'elle atteint à l'Aquitanien (Miocène) avec le dépôt de la molasse d'eau douce inférieure. Parallèlement, le déplacement du bombement lithosphérique sous le Jura provoque par distension la fracturation du socle hercynien et de la couverture sédimentaire, tandis que les escarpements rocheux générés par les failles sont démantelés par l'érosion. Entre-temps la dépression périalpine se comble des débris de l'érosion et la Bresse s'affaisse à l'ouest. Au Burdigalien, une transgression marine favorise le retour à des conditions marines et le dépôt de la molasse marine supérieure qui se terminera par une régression générale de la mer alpine et la restauration d'un milieu continental avec le dépôt de la molasse d'eau douce supérieure au Langhien. Le climat qui se met en place sur le Jura continental est un climat subtropical, dans un environnement de savane arborée humide, tel que celui de l'actuelle Afrique de l'Est et du Sud, où évoluaient Brachypotherium (rhinocéros primitifs), Deinotherium et Hipparion.

#### Plissement néogène
Les premiers signes de déformations du domaine jurassien apparaissent au Serravallien (Miocène) avec l'absence de dépôt plus récent de la molasse et s'étendent jusqu'au Pliocène précoce. Cet âge coïncide avec celui de l'exhumation des massifs cristallins externes qui est à l'origine du raccourcissement du Jura,,. L'imbrication des différents massifs cristallins externes puis leur chevauchement sur le socle du domaine jurassien a entraîné le décollement des couvertures sédimentaires et leur déformation. Le plan de décollement, situé dans l'épaisse série triasique, s'enracine sous le chevauchement des massifs cristallins externes et est par conséquent indépendant de celui affectant le massif des Bornes. Cependant le poids et l'épaisseur de la série molassique du bassin d'avant-pays nord alpin (environ 4 km d'épaisseur) ont propagé la contrainte mécanique jusqu'à sa bordure externe, à l'emplacement actuel du Jura,,. De même et bien que situés au cœur du bassin d'avant-pays, les chaînons du Salève, de la montagne de la Mandallaz et de la montagne d'Âge seraient aussi associés à une diminution de l'épaisseur de molasse vers l'ouest.
Le raccourcissement du Jura est tout d'abord très irrégulier d'est en ouest. Les couvertures situées sous le bassin d'avant-pays nord alpin n'absorbent pas de raccourcissement à l'exception du Salève et de ses prolongements occidentaux (environ 5 à 6 km). Dans le massif jurassien, l'essentiel du raccourcissement est concentré dans la haute chaîne et explique notamment son élévation très importante. Au-delà, le raccourcissement s’amortit vers le Jura externe. La zone des plateaux présente un comportement rigide et les chevauchements ont une faible portée. Enfin la déformation de la zone des faisceaux est réduite à des plis de faible amplitude en raison de la faible épaisseur de la couverture sédimentaire. Ces derniers sont par ailleurs chevauchants sur les couvertures sédimentaires de l'avant-pays européen, non décollées et déformées par l'orogenèse alpine, et notamment sur le graben de la Bresse. Ainsi les assises sédimentaires ont conservé une disposition tabulaire vers le nord-ouest. Le sens de la compression est représenté par celui des failles, auxquels les plis sont associés, qui sont orientées dans un sens SE-NO. Par ailleurs, les profils sismiques ont démontré que les plans de chevauchement ne s'enracinent pas dans le socle qui ne participe donc pas au raccourcissement.
La déformation des couvertures sédimentaires est contrôlée par l'épaisseur de Trias et sa distribution spatiale. Cette dernière présente une extension limitée à ses extrémités qui influence la géométrie de la déformation. Ainsi, un raccourcissement de 7 à 9 km est estimé aux extrémités de l'arc jurassien tandis que la partie centrale est raccourcie de 30 km environ. En conséquence, le différentiel de raccourcissement entre les extrémités et la partie centrale du Jura favorise des mécanismes de rotation du front de déplacement, : une rotation horaire jusqu'à 26° est évaluée d'après le paléomagnétisme dans la partie est du Jura tandis que l'extrémité ouest est affectée par une rotation anti-horaire jusqu'à 17°. Cette déformation est par ailleurs facilitée par la formation ou la réactivation de failles décrochantes senestres qui traversent le Jura selon un axe ONO-ESE ou NON-SES telles que la faille du Vuache, de Pontarlier ou de Saint-Cergues. Ces failles dont l'activation est contemporaine du plissement ont aussi pour effet d'interrompre la continuité des plis. C'est en somme la combinaison de ces mécanismes qui favorise la morphologie arquée du Jura. Au-delà de l'actuel Jura, l'enfouissement des couches triasiques (graben de la Bresse) ne permet pas la poursuite du raccourcissement.
Dans la stratigraphie jurassienne, s'alternent roches dures (socle rigide, calcaires) et roches tendres (argiles, marnes). Deux unités principales sont distinguées dans la couverture sédimentaire : le Trias évaporitique et le Jurassique-Crétacé au comportement rigide dominé par des calcaires. C'est cette structure géologique comprenant des unités aux comportements mécaniques différents qui est à l'origine de la déformation du Jura. Par la suite, l'inertie du décollement et la résistance à la déformation au front du Jura ont entraîné le plissement de l'unité solide pour absorber le raccourcissement induit. Ce sont l'épaisseur de la série, la présence de niveaux marneux intercalés et la structure en bancs des calcaires qui ont permis le plissement. La couverture du Trias est la plus épaisse sous la Haute-Chaîne (plus de 1 000 m), or c'est ici que la déformation a été la plus importante, car elle a été favorisée par la présence de nombreuses couches de sel qui ont facilité le décollement.

#### Glaciations quaternaires
Durant le Quaternaire (-1,8 Ma à aujourd'hui), le Jura fut recouvert à plusieurs reprises par des glaciers lors de périodes glaciaires. On estime qu'une dizaine de glaciations se sont produites dans le dernier million d'années, mais on ignore si le Jura fut englacé à chaque glaciation, car chaque nouveau glacier efface une grande partie des traces du précédent. On est cependant sûr que le Jura fut englacé durant les deux dernières glaciations du quaternaire : la glaciation de Riss (-120 000 ans) et la glaciation de Würm (-20 000 ans). La dernière glaciation fut plus réduite dans le massif que l'avant-dernière, expliquant la présence de dépôts de ces deux dernières. Ces glaciers demeurent néanmoins indépendants de ceux ayant couvert les Alpes.
Les paysages actuels du massif du Jura, et particulièrement dans la Haute-Chaîne, dérivent en grande partie de l'érosion glaciaire au Quaternaire. On estime que l'érosion causée par la glaciation de Würm a été de près de 4 500 t/km2/an, soit une amplitude moyenne d'érosion de l'ordre de 6 mètres. En considérant que le Jura a été englacé dix fois pendant le dernier million d'années, on peut estimer qu'une soixantaine de mètres de dépôts sédimentaires furent érodés durant cette période. Cependant, l'érosion a été hétérogène, car elle prend en compte le relief et la nature des roches qui rendent l'érosion différentielle selon les endroits. Il est de plus probable que la vidange des combes marneuses des anticlinaux de la Haute-Chaîne a été fortement favorisée par l'érosion glaciaire.

#### Le Jura aujourd'hui
Actuellement, l'orogenèse alpine continue d'exercer un raccourcissement sur l'ensemble du massif jurassien. Il s'effectue essentiellement au travers des failles décrochantes voire par certains chevauchements. Une activité tectonique contemporaine (néotectonique) et des indices géomorphologiques montrent une propagation vers le nord de la déformation par tectonique thin-skin avec un soulèvement moyen à long terme de 0,7 mm/an dans la partie interne du Jura sud et de 0,3 mm/an pour le front de chevauchement nord. Enfin des évidences géomorphologiques sur le tracé de plusieurs rivières suggèrent une élévation moyenne à long terme de 0,05 mm/an dans le Jura externe et impliquant une déformation du socle (tectonique thick-skin). De même, certaines structures tectoniques seraient liées à des failles du socles, notamment héritées des grabens permo-carbonifères. Le débat demeure sur le style de déformation tectonique (tectonique thick-skin ou tectonique thin-skin) et sur les mesures de déformation. Un réseau permanent GPS (REGAL) a par ailleurs été installé dans les Alpes occidentales ainsi que le Jura pour obtenir un suivi de la déformation de la croûte continentale eurasiatique. Associé à des capteurs semi-permanents installés dans le sud du Jura, il a mis en évidence que la vitesse de déplacement horizontale est inférieure à 1 mm/an ou 1 km/Ma.
Ces déformations provoquent une sismicité dans le Jura qui est beaucoup plus modeste que celle des Alpes en raison de sa position externe dans le système alpin. Pas moins de 300 séismes d'une magnitude comprise entre 0 et 5 furent enregistrés dans le massif jurassien entre janvier 2000 et décembre 2007. L'étude de propagation des ondes sismiques a démontré que les séismes de l'arc jurassien sont surtout localisés dans le socle cristallin : entre 5 et 15 km de profondeur, voire 30 km dans certains cas. Une majorité se situerait entre 15 et 20 km. Ils sont généralement de faible magnitude ({\displaystyle M_{L}}< 3,5) et leur foyer se concentrent le long des failles décrochantes,. Les faibles vitesses de déplacement implique que la fréquence d'occurrence d'un séisme de magnitude 5 à 5,5 serait de 15 à 75 ans ce qui est très proche des données actuelles (séismes de magnitude 5 et récurrence de 50 ans). Les plus forts ressentis durant cette période furent ceux de Saint-Dié-des-Vosges, le 22 février 2003 et de Baume-les-Dames, le 23 février 2004, d'une magnitude respective de 5,3 et 5,1. Mais ils peuvent aussi se produire dans la couverture sédimentaire à l'image du séisme d'Épagny (15 juillet 1996) d'une magnitude de 5,3 et situé à 3 km de profondeur. Parmi les séismes les plus violents de l'arc jurassien, on compte le séisme de Thise du 26 octobre 1828 qui eut les mêmes effets que celui de Baume-les-Dames et le séisme du 18 octobre 1356 à Bâle (intensité maximale de VIII) qui détruisit entièrement la ville,.
Sous l'effet de la compression alpine, la couverture sédimentaire se soulève. Ce phénomène est observé dans la région de Dole où les cours de la Loue et du Doubs sont en migration, le premier vers le sud, le second vers le nord. Cette migration est due à la présence d'un plan de faille dans la forêt de Chaux qui sépare les deux cours et leur est parallèle. Le soulèvement actif des sédiments provoque le long de cette ligne la migration des deux cours d'eau de part et d'autre de la faille.

## Structures géomorphologiques

### Relief jurassien

Bloc-diagramme représentant les caractéristiques morphologiques du relief jurassien.

La géomorphologie jurassienne est composée de deux unités de paysages : le paysage plissé présent dans la Haute-Chaîne et les faisceaux et le paysage karstique présent dans les plateaux. Le relief jurassien résulte de l'effet conjugué de la déformation sous forme de plis des couvertures sédimentaires et l'impact de l'érosion sur ces dernières. On trouve les éléments suivants :
- les monts correspondant à des anticlinaux ;
- les vals décrivant des synclinaux, généralement délimités par deux anticlinaux ;
- la cluse, une gorge qui coupe perpendiculairement un ou plusieurs anticlinaux ;
- le ruz, équivalent à une cluse mais n'entaille qu'un flanc de l'anticlinal ;
- la combe, une dépression longitudinale creusée dans la charnière du pli anticlinal ;
- les crêts, entourant et surplombant les combes, et le mont dérivé, formé par érosion différentielle des couches calcaires plus résistantes émergeant du fond de la combe ;
- enfin un relief inversé se produisant lorsque l'érosion peut entièrement araser un mont au point de le transformer en vallée[a 37],[118].

### Karsts
De par sa nature calcaire, le massif du Jura est propice à l'édification de karsts tant en surface (épikarst ou exokarst) qu'en profondeur (endokarst). Ils se développent préférentiellement dans les séries calcaires du Jurassique inférieur à moyen. Les premières traces de développement de karst remontent à l'Éocène avec l’émersion de la plateforme carbonatée et la mise en place d'un épikarst que les grès sidérolithiques comblent. Raymond Enay le décrit comme une « surface éogène » qui résulte de processus d'altération à l'origine des paléosols latéritiques et des sables remaniés, notamment visible au Salève. Durant l'Oligocène, cette surface éogène est plus active dans la partie externe, en raison de son élévation plus importante, et poursuit l'entaille du Jurassique supérieur tandis qu'elle atteint les couches du Crétacé inférieur sur la bordure interne. L'inclinaison du Jura s'inverse à partir du Miocène, le développement de l'épikarst se poursuit et est même localement préservé grâce à des remplissages par la molasse marine supérieure. Une partie de la karstification s'effectue alors sous un couvert végétal et pédologique. Les premiers endokarsts semblent se former durant le Miocène comme le suggère des remplissages dans la grotte de Hautecourt. Le taux d'érosion est estimé autour de 5 mm/millénaire pour la période Éocène - Miocène.
À partir de la fin du Miocène, la surrection du massif du Jura entraîne une augmentation de la dénivellation par rapport au niveau de base (représenté par le plateau suisse et le fossé bressan) ce qui à pour effet d'amplifier le ruissellement. Cette dernière s'illustre d'une part par un creusement plus important des vallées et l'apparition des premières cluses jurassiennes et d'autre part par le développement des endokarsts. Ces endokarsts bénéficient aussi de l'importante fracturation des unités jurassiennes provoquée par la surrection tandis que les écoulements superficiels s'organisent le long des principaux axes synclinaux. Le Pliocène est aussi marqué par une hausse des précipitations dans un contexte de refroidissement globale ce qui favorise la dissolution des carbonates. L'ensemble de ces actions conduit à une hausse du taux d'érosion qui selon les calculs oscille entre 50 et 80 mm/millénaire pour la période Pliocène - Quaternaire et explique le recul des escarpements de Jurassique moyen dans le Jura externe ainsi que le décapage du Jurassique supérieur sur les voûtes anticlinales.
Durant les glaciations quaternaires, le processus de karstification alterne avec les phases d'érosion glaciaires. Le développement de l'épikarst est actif durant les stades interglaciaires au cours desquels l'érosion se poursuit avec le creusement des vallées. Mais la stabilisation du niveau de base durant le Pliocène (la subsidence du fossé bressan ne permet plus le dépôt de séquence sédimentaire épaisse) et le soulèvement plus faible du Jura atténue son impact. À l'inverse, l'avancée des glaciers supprime le modelé épikarstique par rabottage (élargissement des vallées et des cluses) ou le comble avec des sédiments fluvio-glaciaires. Puis lors du retrait glaciaire, l'important ruissellement généré par la débâcle glaciaire produit durant une courte durée une activité karstique optimale. Enfin si les endokarsts demeurent épargnés par l'action directe des glaciers, leur développement pendant les stades glaciaires peut être entravé par colmatage par des limons varvés.

### Plateaux

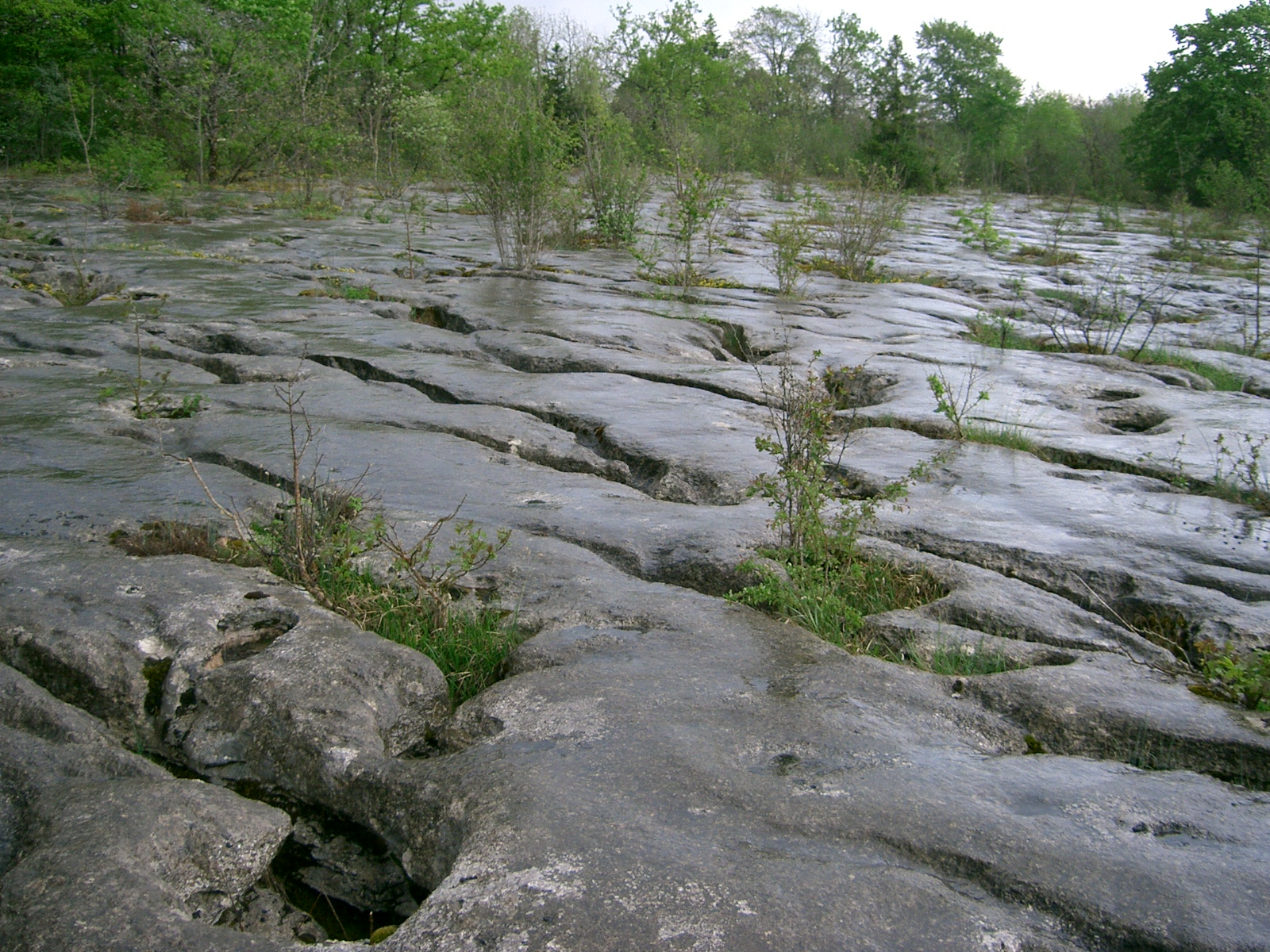
Lapiaz de Loulle.

Les affleurements des plateaux sont exclusivement des calcaires du Jurassique (ceux du Crétacé ayant été complètement érodés lors du plissement du Jura). L'intense fissuration de ces calcaires les rend perméables à l'eau de pluie, de ce fait, les cours d'eau sont très rares sur ces plateaux, car la totalité de l'eau s'infiltre dans la roche et alimente les sources situées en contrebas des plateaux. Cette eau érode le sommet du calcaire et élargit les fissures, ce qui donne naissance à des micro-reliefs typique des reliefs karstiques : les lapiaz ou lapiès. En profondeur, l'eau donne naissance à un véritable réseau de galeries, de gouffres et de grottes ; on estime cependant que les réseaux reconnus ne constituent qu'une infime partie des cavités creusées dans la masse calcaire des plateaux. L'infiltration de l'eau entraîne avec elle les argiles de décalcification qui s'enfoncent dans les poches karstiques et rendent l'épaisseur du sol et sa qualité pour l'agriculture très irrégulières.
L'assèchement des plateaux jurassiens fut un problème constant pour l'homme depuis son installation. Autrefois divers moyens étaient utilisés pour retenir l'eau : citernes de stockage, réservoirs remplis par des camions-citernes, etc. La moindre source retenue par un niveau marneux était aménagée pour le bétail. L'irrégularité des sols du plateau rend certains endroits fertiles tandis que d'autres sont laissés en friche pour la forêt ou utilisés en pâturages. Dans les endroits sans argile de décalcification, les labours arrachent directement des plaques de calcaire situées près de la surface du sol, utilisées par la suite pour construire des murs entre les parcelles.

### Reculées

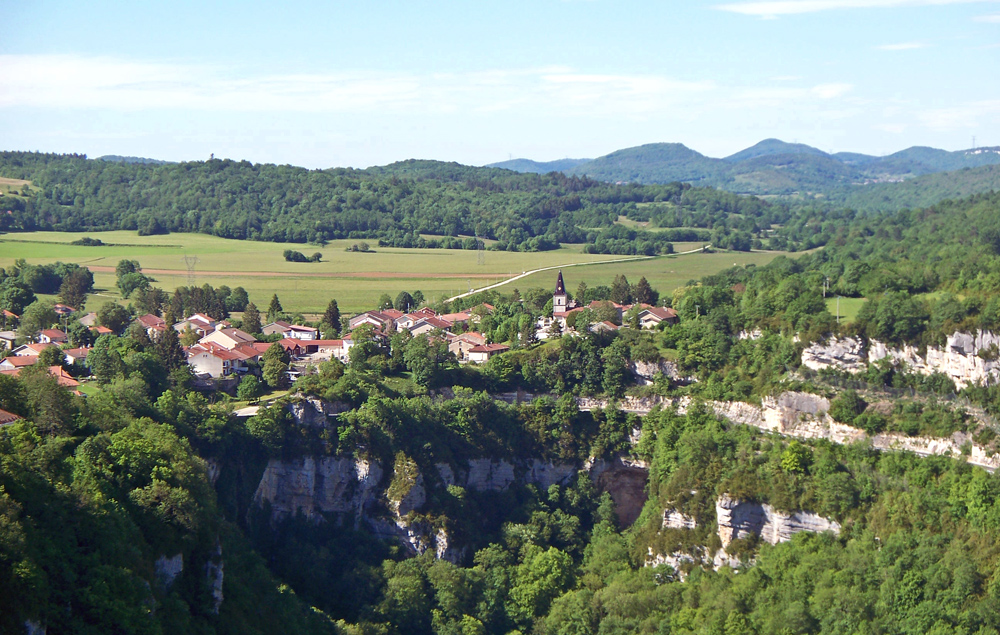
La reculée de Corveissiat.

Les reculées sont l'un des paysages les plus typiques du massif jurassien. La reculée est une vallée qui pénètre à l'intérieur d'un plateau calcaire à couches horizontales et qui se termine brutalement au fond d'un cirque calcaire au pied duquel jaillit une résurgence. Trois ensembles de reculées sont dégagés : les reculées du plateau lédonien (7 reculées) qui sont les plus typiques et les plus connues, les reculées du plateau d'Ornans/Amancey (4 reculées) les plus longues que l'on puisse trouver dans le Jura et les reculées du plateau de Champagnole (6 reculées). On trouve aussi deux autres reculées qui incisent légèrement le plateau de Levier/Nozeroy dans le cours supérieur de l'Ain et de la Loue.

#### Origine des reculées
Les reculées ne sont pas situées à un endroit précis par le pur hasard. Elles sont situées dans des zones sensibles à l'érosion qui correspondent souvent à l'emplacement de failles. Au niveau local, elles correspondent à l'effondrement progressif des roches situées au-dessus des rivières. Les reculées internes furent formées lors du soulèvement progressif du Jura grâce aux failles formées qui sont les « guides » des reculées. Avant l'arrivée de la faille, nous sommes en présence d'une couverture calcaire du Jurassique avec un soubassement marneux. Survient une fracture par faille séparant un compartiment abaissé d'un compartiment surélevé. L'érosion du plateau remet à niveau les compartiments, les flux hydriques de surface et souterrains convergent vers la faille qui sert de drain. Au contact des marnes tendres du compartiment surélevé, l'érosion s'accélère et incise une petite vallée, prémisse de la reculée. Enfin, l'érosion régressive par le recul des versants et la convergence continue des flux hydriques vers le drain entraînent un creusement accéléré à l'emplacement même de la faille. Au niveau des calcaires, la pente est abrupte en falaises ; tandis qu'au niveau des marnes elle est en pente forte. La reculée est formée.
L'origine des reculées externes est liée à l'effondrement de la Bresse durant l'Oligocène. Cet effondrement engendre un abrupt de faille à la bordure du plateau jurassien. L'imperméabilité des terrains du Jurassique supérieur, à l'affleurement sur le plateau, entraîne la formation d'un réseau hydrique de surface. L'érosion régressive depuis la Bresse forme des entailles à la bordure du plateau qui sont les futures reculées. À la fin de l'Oligocène, alors que la Bresse continue de s'effondrer, celle-ci se remplit de dépôts détritiques hérités de l'érosion du plateau où la couche du Jurassique supérieur s'amincit. Les pré-reculées continuent de se creuser lentement et le réseau hydrique de surface du plateau continue d'exister. Au début du Miocène, l'effondrement de la Bresse se poursuit et son remplissage s'épaissit. L'érosion du plateau met au jour les couches du Jurassique moyen, le réseau hydrique s'enfonce dans le substrat karstifié et les reculées s'organisent selon les directions des failles du plateau. À la fin du Miocène et au début du Pliocène, le Jura est poussé sur la Bresse, formant le faisceau de Lons-le-Saunier. Les reculées poursuivent leur développement. Aussi bien pour les reculées internes que les reculées externes, les langues glaciaires des glaciers du Quaternaire empruntent les reculées et les élargissent. Aujourd'hui encore, les reculées continuent leur développement avec l'eau comme principal agent d'érosion.

#### Les reculées du plateau lédonien
Ce sont ces reculées qui ont servi de modèles à la définition du terme « reculée ». Elles entaillent les séries stratigraphiques du Jurassique moyen et du Lias qui composent le plateau. Au sein de ces reculées circulent des rivières modestes qui drainent les eaux souterraines du plateau vers la Bresse, telles la Vallière et la Seille. Toutes les reculées du plateau ne correspondent pas à la définition exacte de la reculée ; cela s'explique par le fait que l'organisation géologique varie selon les endroits ainsi que les reliefs dérivés. Quatre reculées correspondent à la définition : la reculée d'Arbois, la reculée de Poligny, la reculée de Baume-les-Messieurs et la reculée de Revigny. Les trois autres n'y correspondent que partiellement : la reculée de Salins-les-Bains, la reculée de Miéry et la reculée de Vernantois.

#### Les reculées du plateau d'Ornans/Valdahon

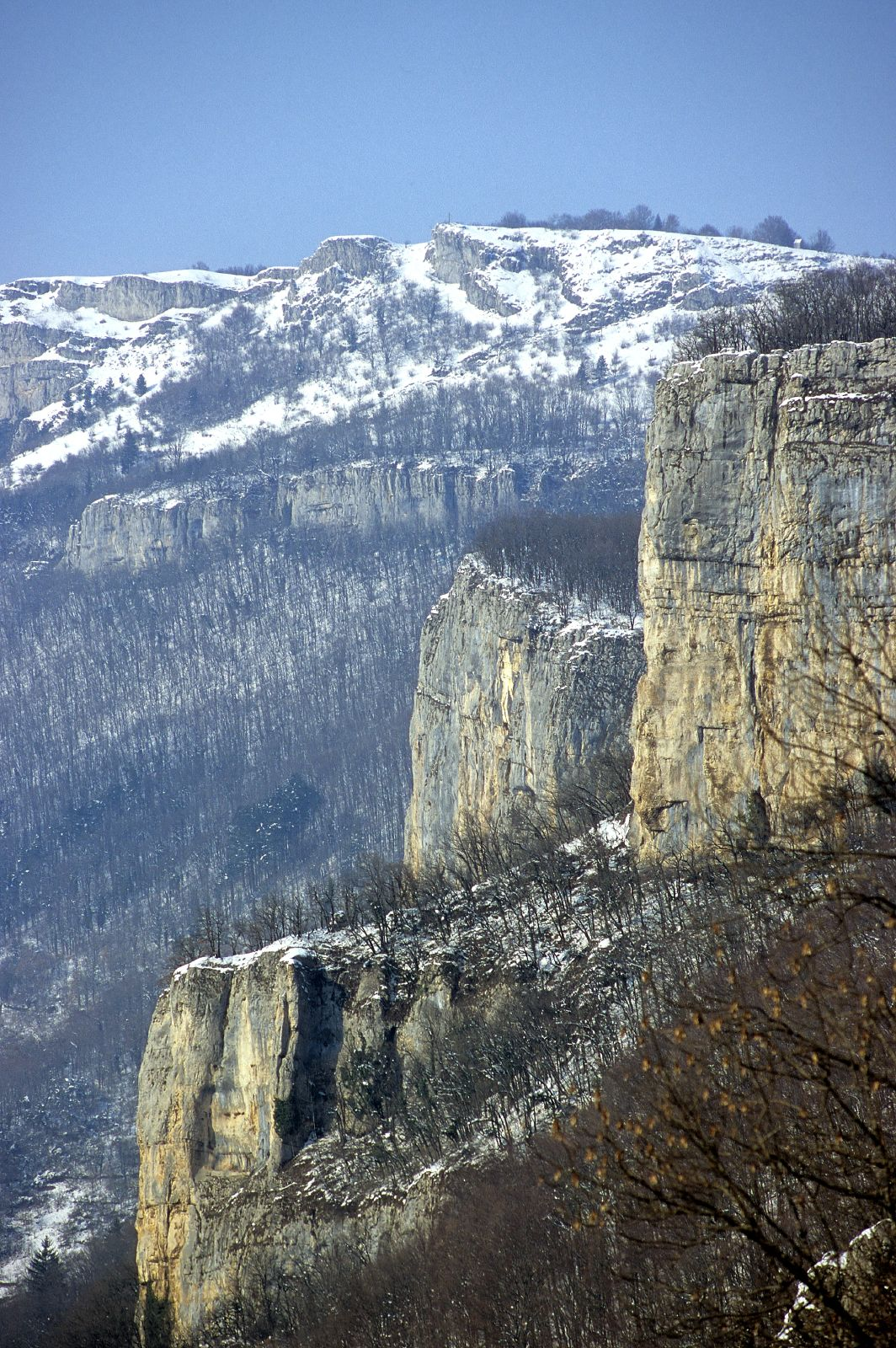
Reculée de la Loue.

Quatre reculées circulent au sein de ces plateaux. Elles sont caractérisées par leur longueur et, pour la reculée de la Loue et la reculée du Lison, par leur complexité. En revanche, la reculée de Norvaux et la reculée de Valbois présentent des morphologies typiques des reculées jurassiennes.

#### Les reculées du plateau de Champagnole

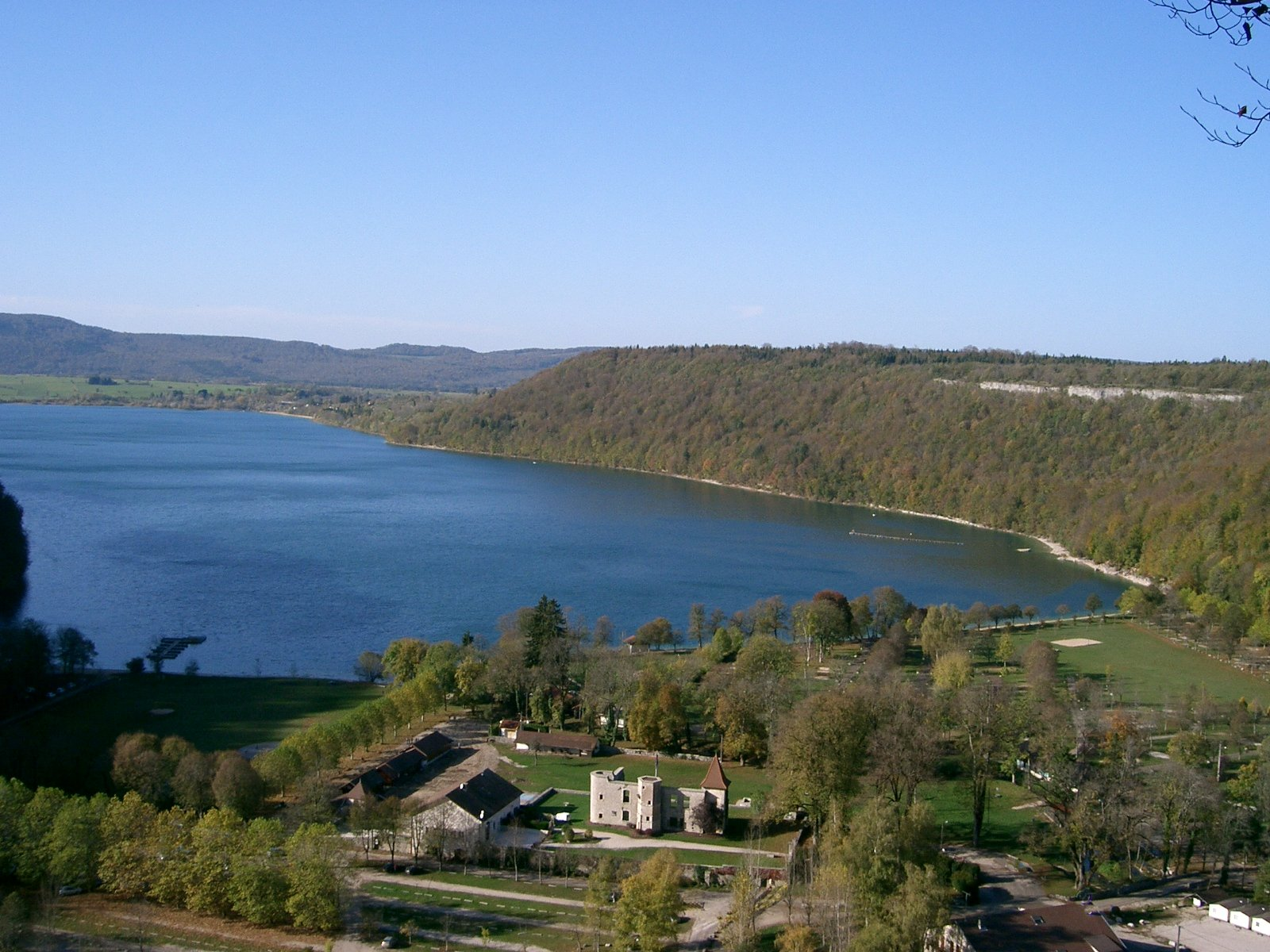
Lac de Chalain dans sa reculée.

Les reculées du plateau de Champagnole débouchent sur la combe d'Ain en incisant les calcaires du Jurassique supérieur du plateau. Les dimensions de ces reculées sont très variables, selon leur type d'érosion liée au glacier de la dernière glaciation. Alors que les reculées du Hérisson et de La Frasnée sont longues de plus de 10 km jusqu'aux premiers reliefs de la Haute-Chaîne, les reculées de Chalain ou de Clairvaux ne sont que de simples cirques de quelques kilomètres qui accentuent la sinuosité et l'escarpement de la bordure occidentale du plateau sur la combe d'Ain. Six reculées sont répertoriées : la reculée de Ney, la reculée de Balerne, la reculée de Chalain, la reculée du Hérisson, la reculée de la Frasnée et la reculée de Clairvaux. Les terrains laissés par le glacier ont permis la formation de nombreux lacs de cette région nommée Pays des Lacs. L'origine de ces reculées est majoritairement glaciaire.

### Faisceaux

#### Faisceaux externes

##### Avant-Monts
Le faisceau des Avant-Monts est une structure fortement fracturée de 4 à 6 km de large, d'une trentaine de long et d'une orientation générale NE-SO. Son point culminant (605 m) se situe au fort de Chailluz dans la forêt éponyme. Le faisceau chevauche la dépression synclinale de l'Ognon au nord-ouest et sa complexité s'atténue au sud-est du côté du plateau de Besançon. Vers le sud, le caractère chevauchant du faisceau s'atténue nettement, alors qu'au nord, il présente un fort relief constitué d'un anticlinal déversé, dont le flanc inverse domine la vallée de l'Ognon. Au sud, les affleurements du Lias sont dominants, les reliefs ont été arasés et des petits anticlinaux à cœur de Trias percent la couverture.

##### Jura alsacien
Le Jura alsacien est une région naturelle située à l'extrémité septentrionale du massif du Jura, au Sud de l'Alsace, en bordure de la frontière avec la Suisse.

#### Faisceaux du bord occidental

##### Lomont
La chaîne du Lomont est orientée est-ouest. Elle est située dans la partie nord du Doubs, dans une zone vallonnée et forestière, et marque la limite septentrionale du Jura plissé.

##### Faisceau bisontin
Le faisceau bisontin s'étend de Baume-les-Dames à Aveney, prolongé au nord-est par le faisceau du Lomont, il constitue les premiers reliefs du massif à la bordure du plateau de Saône-Bouclans. Les structures géologiques les plus caractéristiques se situent dans la région de Besançon, d'où le faisceau tire son nom. Étroit (moins de 4 km de largeur), d'orientation NE-SO, il culmine à des altitudes de l'ordre de 600 m. Il est constitué de deux synclinaux et de deux anticlinaux. L'axe anticlinal des Mercureaux est le pli majeur où sont situés les points culminants ; étant très érodé dans sa partie sud, il façonne une longue combe axiale ; vers le nord-ouest, il chevauche le synclinal de la Chapelle-des-Buis. Le faisceau est limité à l'ouest par l'anticlinal de la Citadelle, découpé plusieurs fois par le Doubs qui s'est encaissé au fur et à mesure de la formation du relief. Les falaises du promontoire de la Citadelle sont composées de calcaires du Bathonien et du Bajocien supérieur à la base. À l'est de la Citadelle, le promontoire forme une dépression provoquée par l'érosion des marnes de l'Oxfordien. Cet anticlinal disparaît vers le nord du faisceau. Les failles inverses et chevauchantes du faisceau sont de direction ouest, indiquant celle de la compression qui l'a formé.

##### Faisceau de Quingey
D'une orientation nord-sud, le faisceau de Quingey est situé entre le faisceau lédonien et le faisceau bisontin. Il est caractérisé par de larges cuvettes synclinales creusées dans les calcaires marneux du Jurassique supérieur, alternées par des anticlinaux étroits constitués de calcaires du Jurassique moyen. Il est limité par le plateau de Saône-Bouclans à l'est et le remplissage quaternaire de la forêt de Chaux à l'ouest. La Loue traverse le faisceau en suivant les synclinaux jusqu'à Rennes-sur-Loue, au-delà, la Loue bifurque vers l'ouest et coupe les anticlinaux externes du faisceau, formant ainsi des cluses. Les anticlinaux du faisceau sont constitués d'un crêt occidental constitué de calcaires du Jurassique supérieur, d'un crêt oriental constitué de calcaires marneux du Jurassique moyen et d'une combe latérale de l'Argovien séparant les deux crêts.

##### Faisceau lédonien

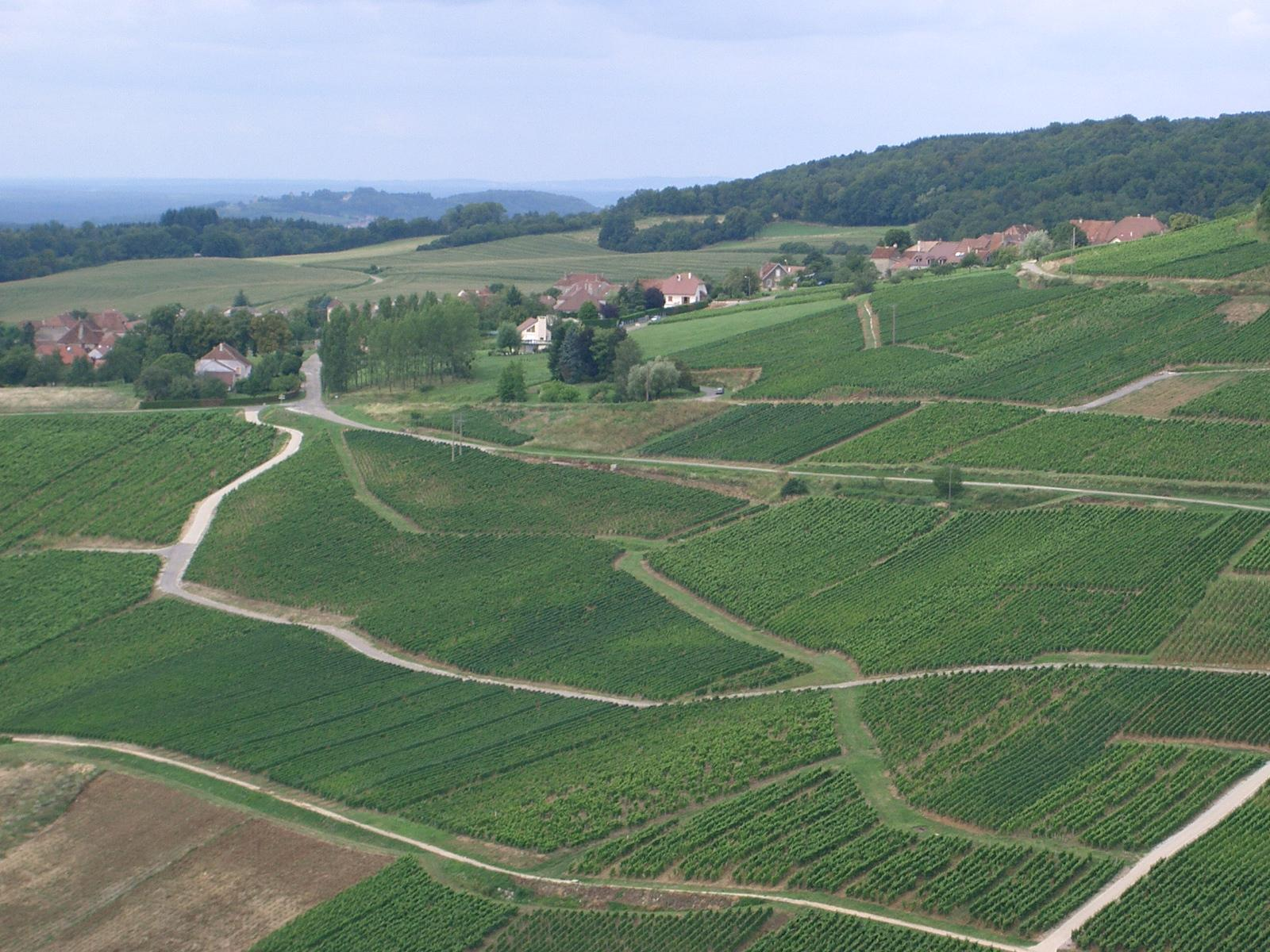
Vue depuis Château-Chalon, la Bresse est visible au fond.

Le faisceau lédonien est une zone de transition topographique, d'une largeur variant de 5 à 7 km, entre la plaine de la Bresse à l'ouest et le plateau lédonien à l'est, d'orientation nord-sud. Le relief peu élevé du faisceau est caractérisé par une série de collines allongées à l'armature calcaire, séparées par des dépressions marneuses. Cette structure est due à un chevauchement du Jura sur la Bresse qui a entraîné le plateau lédonien sur la plaine sur plusieurs kilomètres. À l'est du faisceau, se trouvent les corniches calcaires boisées du plateau (vers 550 m d'altitude) et ses reculées. À l'ouest, le relief plat et monotone de la Bresse (vers 210/240 m d'altitude). Le faisceau apparaît entre ces structures comme un domaine de collines allongées parallèlement à la bordure du plateau à des altitudes entre 300 et 400 m et qui dominent d'une centaine de mètres les dépressions qui les entourent. L'altitude du faisceau s'abaisse dans les plaines alluviales des rivières qui sortent des reculées en direction de la Bresse. Le faisceau est le domaine du vignoble jurassien avec une forte densité de population. Lors de la compression alpine, le bord externe du plateau a glissé sur le fossé bressan par l'intermédiaire d'une surface de décollement. Lors du chevauchement, la masse déplacée s'est fracturée en une multitude de compartiments séparés par des failles. Les collines sont constituées de calcaires du plateau qui ont mieux résisté à l'érosion que les marnes sous-jacentes qui forment les dépressions du faisceau.

##### Petite Montagne

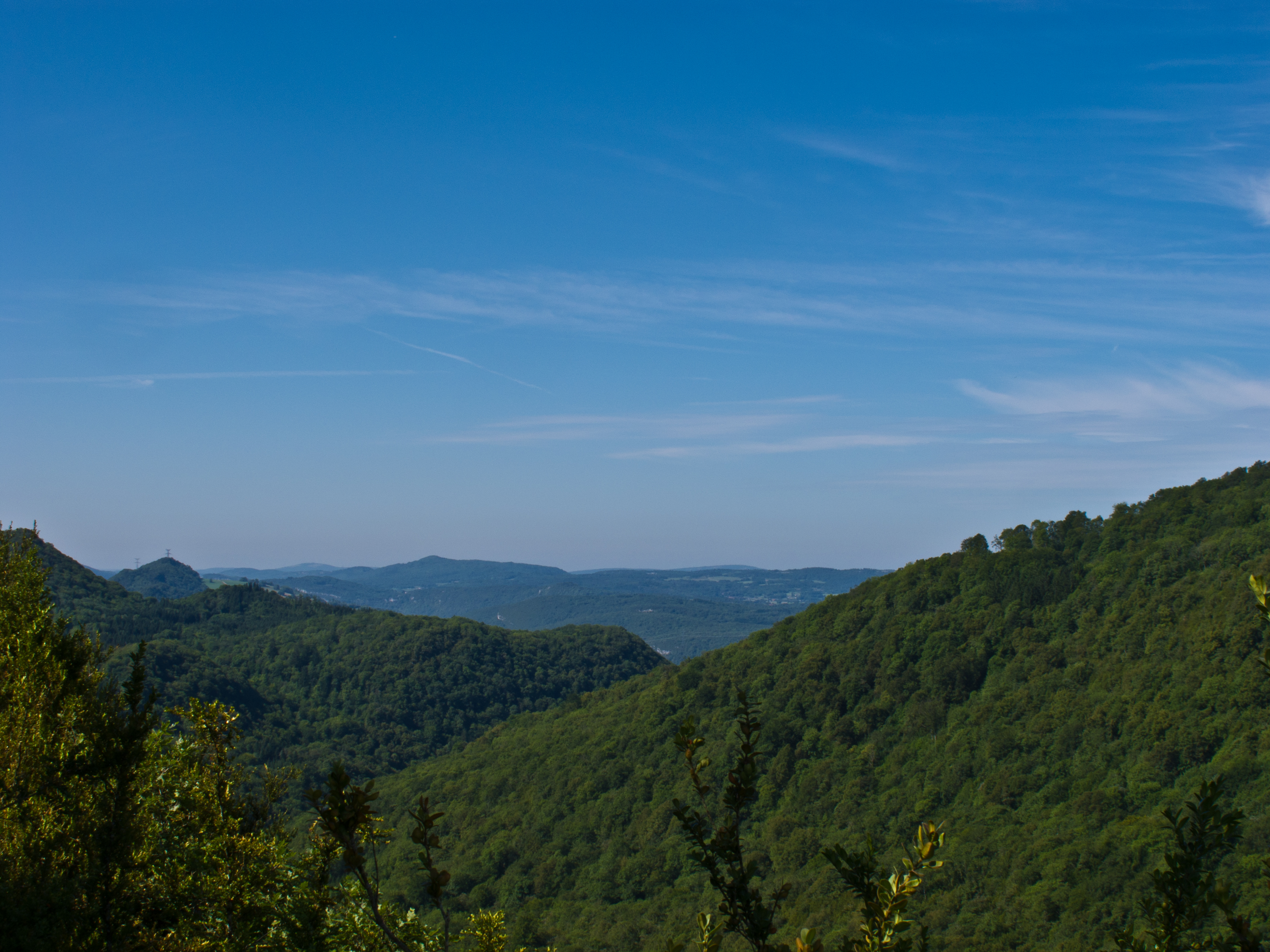
La Petite Montagne, vue du Molard de la Justice, Jura, France.

La Petite Montagne est en réalité un ensemble de trois faisceaux associés à deux étroites bandes de plateaux vallonnés. D'une orientation nord-sud, il est situé entre la plaine de la Bresse à l'ouest et le cours de la rivière Ain à l'est, au pied de la Haute-Chaîne. Les secteurs des faisceaux sont constitués d'ondulations topographiques d'une orientation nord-sud : les plis anticlinaux culminent à des altitudes comprises entre 600 et 800 m et les gouttières synclinales évoluent à des altitudes comprises entre 300 et 400 m. La couverture sédimentaire de la Petite Montagne a subi une forte contrainte horizontale venant de l'est, lors de la poussée des Alpes, qui a provoqué un décollement, puis un déplacement et une déformation de cette couverture qui diffère selon les zones. À l'est, la forte épaisseur des calcaires du Jurassique (plus de 800 m) du plateau de l'Ain (terminal du plateau de Champagnole) encore présente a transmis la poussée sans se transformer (tel le bassin molassique entre Alpes et Jura). Dans le nord du faisceau les terrains se sont plissés de manière irrégulière et dans le Revermont il y a un « bourrage » des roches en structures faillées très complexes. Les calcaires rigides du Jurassique moyen du faisceau se sont cassés par failles et se sont plissés, alors que les marnes situées dans la partie inférieure de la série stratigraphique se sont comportées comme une masse visqueuse, formant des dômes sous les anticlinaux et s'étirant sous les synclinaux. Ce sont les marnes qui se sont décollées du socle ancien, favorisant le déplacement des sédiments et le chevauchement sur la Bresse. Plus au sud (région d'Arinthod), les affleurements du Jurassique supérieur et du Crétacé sont mieux conservés dans les synclinaux. La série calcaire est plus épaisse qu'au nord et est moins déformée avec des failles moins nombreuses. Le Revermont apparaît sous la forme d'un anticlinal déversé sur la Bresse.
Les anticlinaux de la Petite Montagne sont organisés comme ceux du faisceau de Quingey (crêts à l'est et à l'ouest séparés par une combe axiale). La combe est formée dans les marnes du Lias, tandis que les crêts sont formés par des calcaires du Jurassique moyen plus résistants. Dans les synclinaux, se trouvent des marnes de l'Oxfordien qui retiennent des argiles d'altération.

##### Faisceau d'Ambérieu
Le faisceau d'Ambérieu est constitué d'un relief montagneux plissé, partiellement karstifié, qui est le prolongement méridional du massif du Jura. La datation des roches calcaires du Bugey se situe entre le Jurassique pour les anticlinaux et le Crétacé pour les synclinaux. Les plissements sont bien visibles selon les affleurements et les falaises.

#### Faisceaux internes

##### Faisceau salinois
Le faisceau salinois est le résultat du chevauchement du plateau de Levier-Nozeroy sur le plateau d'Ornans-Valdahon et sur le faisceau de Quingey. D'une altitude variant entre 730 et 970 m, le faisceau est large d'environ 5 km et long d'environ 40 km pour une orientation générale SOO-NEE. Au nord du faisceau, se trouve le front de chevauchement qui marque la limite entre le faisceau et le plateau d'Ornans-Valdahon qu'il domine de plus de 200 m. L'érosion a provoqué au sein du faisceau d'importants dénivelés topographiques, surtout au niveau des passages de rivières (Loue, Lison, Furieuse) qui le traversent par le biais de profonds canyons. Au niveau de la faille chevauchante, l'unité du plateau de Levier chevauche celle du plateau d'Ornans. La masse du plateau de Levier (entre 300 et 400 mètres d'épaisseur) s'est déplacée sur plusieurs kilomètres, lors de la compression alpine, vers le nord-ouest grâce à la plasticité des marnes du Lias. Lors du chevauchement, les terrains furent plissés et cassés ; on trouve donc des marnes du Lias (plateau de Levier) qui chevauchent des calcaires du Jurassique (plateau d'Ornans).

##### Faisceau de l'Heute
Le faisceau de l'Heute est une structure faillée longue d'une quarantaine de kilomètres, large de quelques kilomètres, d'une orientation SO-NE, pour une altitude variant entre 650 et 780 m. Il constitue une rupture géologique et topographique entre le plateau lédonien (ouest) et le plateau de Champagnole (est). La structure du faisceau est très variée et on distingue trois zones : la zone nord (fossé d'effondrement marqué par une dépression), la zone centrale (fossé d'effondrement comprimé marqué par une dépression ou un relief) et la zone sud (structure déformée créant un fort relief). Le faisceau est situé entre le plateau lédonien et le plateau de Champagnole érodé (combe d'Ain). Le nom de « côte de l'Heute » s'applique à la zone sud et à une partie de la zone centrale, c'est de ce relief que le faisceau tire son nom. L'affleurement de l'épine dorsale du faisceau est l'affleurement de calcaires du Jurassique supérieur, tandis qu'en bordure, sur les plateaux, ce sont les calcaires du Jurassique moyen qui affleurent. En zone sud, le relief est créé par une ou deux failles chevauchantes. Le réseau de failles du faisceau est très complexe ; deux failles couplées forment l'épine dorsale du faisceau et définissent son orientation. Les failles transversales au faisceau ont permis son érosion et son abaissement local.

##### Faisceau de Syam
Le faisceau de Syam sépare le plateau de Champagnole (ouest) du plateau de Levier-Nozeroy (est). Long d'une quinzaine de kilomètres, large d'environ 3 km, d'orientation N-S, il est caractérisé par un relief marqué d'une dépression située entre deux plateaux. Le faisceau disparaît dans la vallée des Nans, entre la forêt de la Fraisse et la forêt de la Joux. À l'origine, il s'agissait d'un anticlinal complexe formé par le bourrage de marnes salifères du Trias au niveau du faisceau ; cet anticlinal est aujourd'hui complètement érodé. Cette extrusion marneuse intervient sous la faille chevauchante du faisceau. Ce chevauchement a fait glisser la couverture calcaire du Jurassique supérieur vers l'ouest sur ce bombement marneux, donnant un dénivelé de 200 m entre le plateau de Nozeroy et le faisceau. L'érosion a ensuite entièrement dispersé les marnes du faisceau, faisant apparaître la dépression.

##### Pli-faille de Mamirolle
L'accident ou pli-faille de Mamirolle est une bande faillée montrant d'abord, entre Alaise et Cléron au sud-ouest, les caractéristiques d'un fossé tectonique, puis d'une rampe sur laquelle le Jurassique moyen de L'Hôpital-du-Grosbois chevauche vers le nord-ouest le Jurassique supérieur de Mamirolle et finalement d'une zone de décrochements en échelon entre les Verrières-du-Grosbois et Baume-les-Dames.
Le pli-faille sépare en deux le plateau d'Ornans : au nord-est le sous-plateau de Saône-Champlive et au sud-ouest le sous-plateau d'Ornans-Vercel-Sancey.

### Structures et paysages de la Haute-Chaîne

Paysage de la Haute-Chaîne (vue du Chasseron).

#### Plis

##### Morphologie
Zone plissée, la Haute Chaîne se caractérise par la présence de plis particuliers dits « coffrés », caractéristiques du plissement jurassien. Ils se caractérisent par des flancs quasi-verticaux et un sommet (dans le cas des anticlinaux) ou un fond (dans le cas des synclinaux) sub-horizontal. Deux sortes de plis sont identifiées dans le massif : des plis à évaporites connexes situés dans le bassin molassique et dans les plateaux du Jura externe (faisceaux et plis-failles) et des plis liés à la poussée situés dans la Haute-Chaîne. Ces deux types de plis prouvent que les couches supérieures du Trias sont impliquées dans le développement des structures chevauchantes de la couverture sédimentaire et le contrôle de leur formation.

#### Cluses

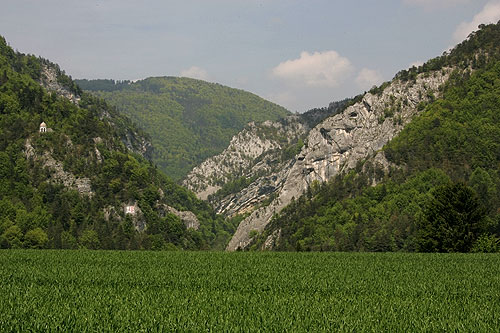
Cluse de Moutier dans le canton de Berne en Suisse.

Les cluses sont des vallées très encaissées perpendiculaires aux plis qu'elles traversent. En général, les cluses découpent un anticlinal, tandis que d'autres plus complexes découpent plusieurs plis, telles les cluses du sud du massif (cluse de Nantua, cluse des Hôpitaux, etc.) L'origine des cluses est encore discutée, mais beaucoup de géologues s'accordent sur le fait qu'elles résultent d'un enfoncement sur place du cours d'eau déjà présent avant la formation du massif jurassien. Au fur et à mesure du plissement et du bombement des anticlinaux, les rivières ont progressivement entaillé les plis. Les cluses sont présentes dans l'ensemble du Jura plissé (Haute-Chaîne et faisceaux), soit isolées, soit en réseau de cluses alignées. Dans le dernier cas, elles jalonnent les failles d'orientation nord-sud qui recoupent les plis de manière oblique. Elles sont généralement parcourues par un cours d'eau, mais en sont parfois dépourvues, on parle alors de cluses sèches. Les cluses sont donc des passages privilégiés pour les axes de communication traversant le massif jurassien.

#### Combes
Une combe est formée au sommet du bombement d'un anticlinal. À cet endroit, le plissement favorise l'érosion par l'étirement puis la fracturation des couches calcaires. Au départ, l'érosion créée un défoncement localisé des sols du sommet de l'anticlinal en formant des dépressions karstiques (par exemple des dolines) et le plissement entraîne l'étirement des couches et forme des fissures qui s'élargissent grâce à l'érosion due notamment à l'eau de pluie et au gel. En un second temps, ces dépressions s'élargissent et se rejoignent formant une dépression plus longue à relief chaotique, la combe s'affirme au sommet de l'anticlinal. À terme, elle est dominée de part et d'autre par des crêts en atteignant les couches marneuses de l'anticlinal. L'érosion par dissolution des roches est relayée par l'érosion physique (désagrégation, glissements, etc.) exercée sur les marnes, surtout pendant les temps glaciaires du quaternaire.

#### Accidents tectoniques

##### Décrochements
À une dizaine d'endroits dans le massif, entre les deux extrémités de la Haute-Chaîne, les plis sont découpés par de grandes failles qui ont provoqué des décrochements. Ces décrochements sont orientés NO-SE dans la partie méridionale du massif, NNO-SSE à N-S dans le Jura central et NNE-SSW dans le Jura oriental. Les principaux décrochements qui furent observés affectent la couverture mésozoïque, sans affecter le toit du socle aussi d'un côté que de l'autre de la faille. Actuellement, aucun élément valable ne permet d'étendre ces failles au socle.
L'un des décrochements les plus spectaculaires est le décrochement de Pontarlier qui recoupe toute la Haute-Chaîne depuis le nord de Lausanne jusqu'au plateau d'Ornans-Valdahon. Ce décrochement se traduit dans le paysage par une longue dépression linéaire due à l'érosion des terrains fracturés. Le décalage n'est pas le même selon les endroits, il atteint cependant une longueur de près de 9 km au sud de Pontarlier. Ce décrochement permet le drainage des eaux ; le cours du Doubs passe par le décrochement qui permet le captage des eaux de la rivière en profondeur vers la Loue, car la faille interrompt la continuité des marnes imperméables du Lias. Le face à face de plis anticlinaux et synclinaux oblige le Doubs à suivre le décrochement sur plusieurs kilomètres dans la zone de Pontarlier, avant de reprendre son cours vers le NE. Une nette dissymétrie est visible sur la carte géologique de la région et le nombre des plis diffère de part et d'autre de la faille, ce qui permet d'affirmer qu'elle est antérieure au plissement du Jura. Cette faille décrochante permet la formation de la falaise du mont d'Or, situé à 1,2 km plus à l'ouest. On peut donc estimer que le front vertical a reculé d'autant depuis 5 à 6 Ma, ce qui donne un retrait de 2 à 3 cm par siècle.

##### Chevauchements
Certains anticlinaux de la Haute-Chaîne chevauchent les synclinaux qui leur sont liés, formant un sursaut faillé de relief dans le synclinal. La dent de Vaulion est un reliquat d'un anticlinal érodé, déversé vers l'ouest, qui chevauche la terminaison du synclinal de Joux. Ce synclinal disparaît en profondeur sous la dent et met à nu les calcaires du Jurassique moyen. Une écaille du Crétacé au front du chevauchement souligne la complexité tectonique de la région.
Au niveau de l'anticlinal des Planches-en-Montagne, à la limite entre celui-ci et le plateau de Levier-Nozeroy, la compression est-ouest a déstructuré l'anticlinal en provoquant des chevauchements internes, intercalant une écaille de calcaires bajociens et bathoniens entre les deux crêts latéraux.
À la bordure occidentale de la Haute-Chaîne, le pic de l'Aigle fut créé par le chevauchement des unités géologique de la Haute-Chaîne sur celle du plateau de Champagnole. On distingue ici 3 chevauchements successifs qui mettent successivement à nu, de l'est vers l'ouest, les calcaires du Bathonien, du Jurassique supérieur sur le pic et du Crétacé dans le synclinal qu'il domine.

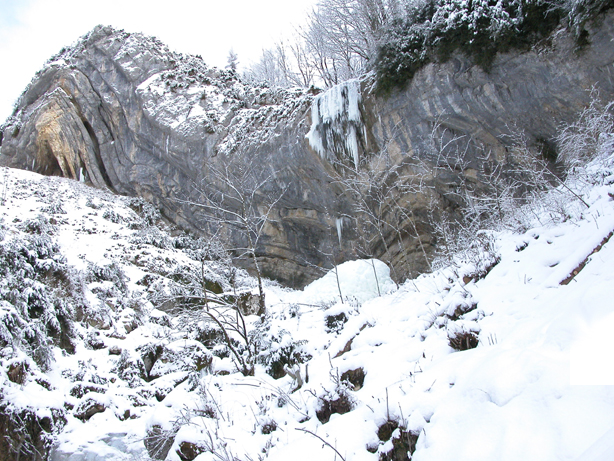
Chapeau de Gendarme.

Les chevauchements provoquent parfois la formation de petits plis, dits « disharmoniques », tel le Chapeau de Gendarme près de Septmoncel. Ce pli est une disharmonie de calcaires du Crétacé, situé sur le flanc de l'anticlinal des Grès, à l'ouest. Lors du chevauchement de l'anticlinal des Molunes (est) sur celui des Grès, les roches du Crétacé situées sur l'anticlinal des Grès se sont décollées des calcaires sous-jacents du Jurassique supérieur grâce aux marnes souples du Berriasien intercalées entre les calcaires du Jurassique et du Crétacé. La structure en petits bancs des calcaires et la présence des bancs marneux a permis une intense déformation et le plissement des calcaires crétacé. Non loin du Chapeau de Gendarme, un autre chevauchement apparaît : le chevauchement de Saint-Claude. Ici, l'anticlinal de Tressus, au NE de Saint-Claude, chevauche une structure synclinale. Le front du chevauchement est composé par une écaille crétacée à l'affleurement à la base du mont Bayard.

## Ressources naturelles

### Asphalte
Plusieurs gisements d'asphalte ont été identifiés dans le membre de la pierre jaune de Neuchâtel et les formations des gorges de l'Orbe et de Vallorbe (Crétacé inférieur) qui se comportent comme des roches réservoirs.
Le plus important est celui découvert en 1711 par Eirini d'Eyrinis, savant grec, dans le synclinal du Val-de-Travers (Jura plissé). Les imprégnations sont cependant connues depuis au moins 1626 où elles sont mentionnées comme « terre de poix » (Hartz-Erde). Le gisement principal se concentre dans la partie supérieure des calcaires urgoniens (formation de Vallorbe) sur le flanc sud du synclinal. Il se répartit entre plusieurs niveaux imprégnés dont les horizons « Bon Blanc » et « Petite Couche » sont économiquement les plus intéressants. Leur extension vers le sud-est est cependant interrompue par le chevauchement principal de l'anticlinal du Soliat - Creux-du-Van qui met en contact les calcaires kimméridgiens de l'anticlinal avec la molasse du synclinal du Val-de-Travers.
L'exploitation de l'asphalte débute à l'été 1713 après que la concession du site ait été accordée par le roi Frédéric Ier de Prusse en 1712 et dont dépendait alors la principauté de Neuchâtel. Elle s'effectue d'abord à ciel ouvert sur la rive gauche de l'Areuse vers Bois de Croix jusqu'en 1840, puis en rive droit à l'épuisement du gisement. L'exploitation de la mine de la Presta débute vers 1869 avec plus de 100 km de galeries percées. Elle produit plus de 53 000 t d'asphalte brut à son apogée en 1913 ce qui en faisait le plus important gisement d'asphalte d'Europe occidentale. Sa production décline avec le déclenchement de la Première Guerre mondiale et ne reprendra qu'après la Seconde Guerre mondiale. L'extraction cesse en octobre 1986 et la mine de La Presta ferme administrativement le 31 décembre 1987. Elle est depuis ouverte au public.
| Âge                     | Lithologie                           | Termes miniers              | Épaisseur moyenne | Imprégnation           | Teneur   |
| ----------------------- | ------------------------------------ | --------------------------- | ----------------- | ---------------------- | -------- |
| Aptien moyen            | Marnes et calcaires marneux          | Marnes                      | nd                | nd                     | nd       |
| Hauterivien - Barrémien | Calcaire asphaltifère                | Petit Banc ou Petite couche | 0,6 - 0,8 m       | régulière              | 4 - 5 %  |
| Hauterivien - Barrémien | Calcaire crayeux "Banc à Caprotines" | Crappe ou toit              | 1,5 - 2,5 m       | irrégulière ou stérile | 0 - 3 %  |
| Hauterivien - Barrémien | Calcaire gréseux asphaltifère        | Faux toit                   | 0,5 m             | régulière              | 5 - 7 %  |
| Hauterivien - Barrémien | Calcaire asphaltifère                | Bon Banc                    | 4 - 5 m           | régulière              | 8 - 12 % |
| Hauterivien - Barrémien | Calcaire gréseux asphaltifère        | Crappe du bas               | 0,3 m             | régulière              | 5 - 7 %  |
| Hauterivien - Barrémien | Calcaire oolithique et spathique     | Rocher                      | nd                | nd                     | nd       |

D'autres gisements, de moindres ampleurs, ont aussi été exploités le long de la rive ouest du lac de Neuchâtel à Saint-Aubin et Sauges. Le gisement de Saint-Aubin concernait trois bancs imprégnés qui furent exploités durant une dizaine d'années au XIXe siècle pour la fabrication de tuyaux en carton bitumé et de mastic d'asphalte. L'urgonien imprégné prend une teinte grise qui est exploité à la carrière Gigy à Bevaix comme pierre de taille. Des imprégnations ont aussi été rapportées entre Auvernier et Serrières. Plus au sud, des gisements ont été identifiés dans un secteur réparti entre l'extrémité sud du Jura (Chézery), les rives du Rhône au nord de Seyssel (Pyrimont et Challonges) et les gorges du Fier (Lovagny et Chavanod).
Outre les calcaires urgoniens, de l'asphalte a aussi été retrouvé dans la molasse rouge (molasse d'eau douce inférieure) des environs de Genève (Dardagny) et au sud du lac de Neuchâtel (Chavornay et Orbe).

### Fer
En raison de leur richesse en fer, les grès sidérolithiques ont fait l'objet de nombreuses exploitations. Au Salève, les grès furent localement exploités entre le Ve et le XIIIe siècle aux rochers de Faverges pour la production de fer et d'acier. Plus tard, aux XIXe et XXe siècles, des mines ont été creusées dans le bassin de Delémont mais sans obtenir un rendement suffisant. Des paléocavités ont aussi été exploitées sur le plateau du Grand-Ratz.